# جامعة آيوا الشمالية
جامعة آيوا الشماليّة وتُعرف أيضًا باسم جامعة شمال آيوا هي جامعة عامة في سيدار فولز، آيوا. تقدم جامعة جامعة آيوا الشماليّة أكثر من 90 تخصصًا عبر كليات إدارة الأعمال والتعليم والعلوم الإنسانية والآداب والعلوم والعلوم الاجتماعية والسلوكية وكلية الدراسات العليا. بلغ عدد المسجلين في خريف 2019 نحو 10497. أكثر من 88 بالمائة من طلابها هم من ولاية آيوا.

## التاريخ

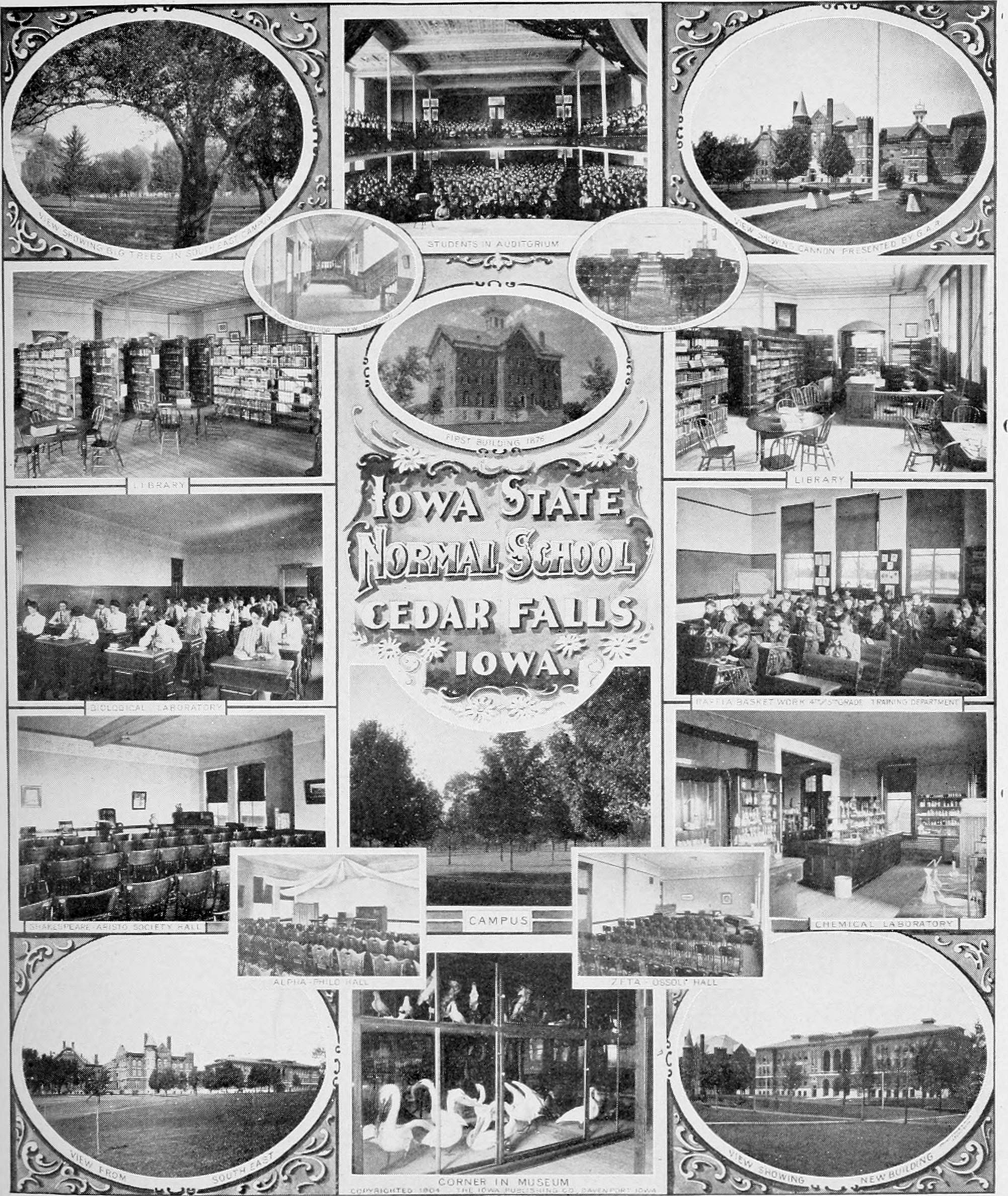
مدرسة ولاية آيوا العادية، (1904)

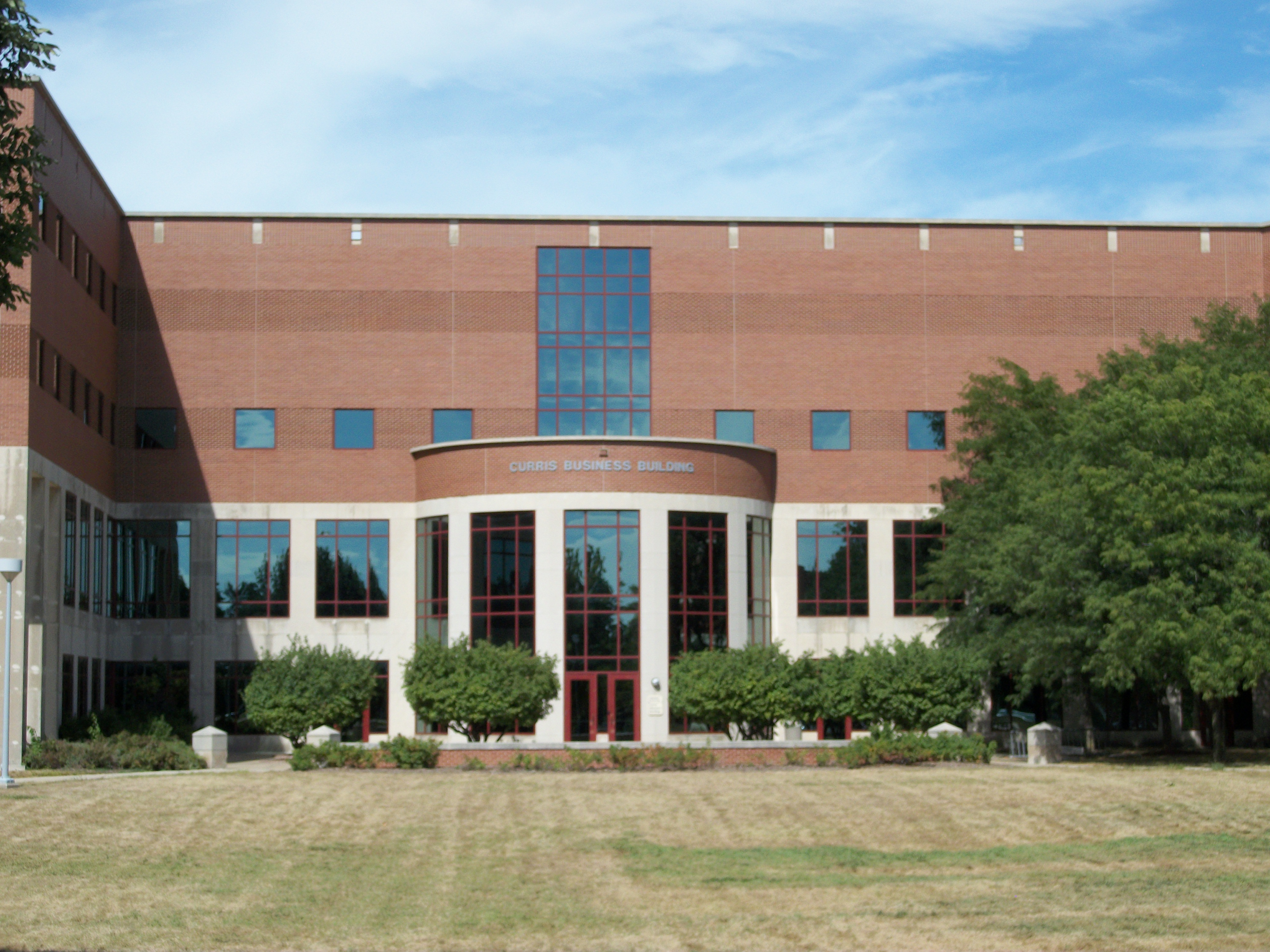
مبنى أعمال كوريس في جامعة شمال آيوا

تأسَّست جامعة شمال آيوا كنتيجة لقوتين مؤثرتين في القرن التاسع عشر. أولاً، أرادت ولاية آيوا رعاية الأيتام من قدامى المحاربين في الحرب الأهلية، وثانيًا، كانت آيوا بحاجة إلى مؤسسة عامة لتدريب المعلمين. في عام 1876، عندما لم تعد ولاية آيوا بحاجة إلى منزل للأيتام، بدأ المشرعون إدوارد جي ميللر وهي سي هيمنواي مدرسة ولاية آيوا العادية.
تم افتتاح أول مبنى للمدرسة في عام 1869 وكان يُعرف باسم القاعة المركزية. احتوى المبنى على فصول دراسية ومناطق مشتركة ومنشأة معيشية لمعظم الطلاب. كانت أيضًا موطنًا لمدير الكلية الأول، جيمس كليلاند جيلكريست. كان المبنى هو قلب وروح المدرسة، مما سمح للطلاب بدراسة دورات دراسية لمدة عامين وثلاث سنوات وأربع سنوات. في عام 1965، دمر حريق القاعة المركزية، وتبرع أعضاء هيئة التدريس في المدرسة ومواطنو سيدار فولز بأكثر من 5000 دولار لبدء بناء قاعة جيلكريست.
عُرفت المدرسة بالأسماء التالية:
- مدرسة ولاية آيوا العادية، 1876 – 1909
- كلية ولاية ايوا المعلمين، 1909 – 1961
- كلية ولاية آيوا، 1961 – 1967
- جامعة شمال آيوا، 1967 – حتى الآن

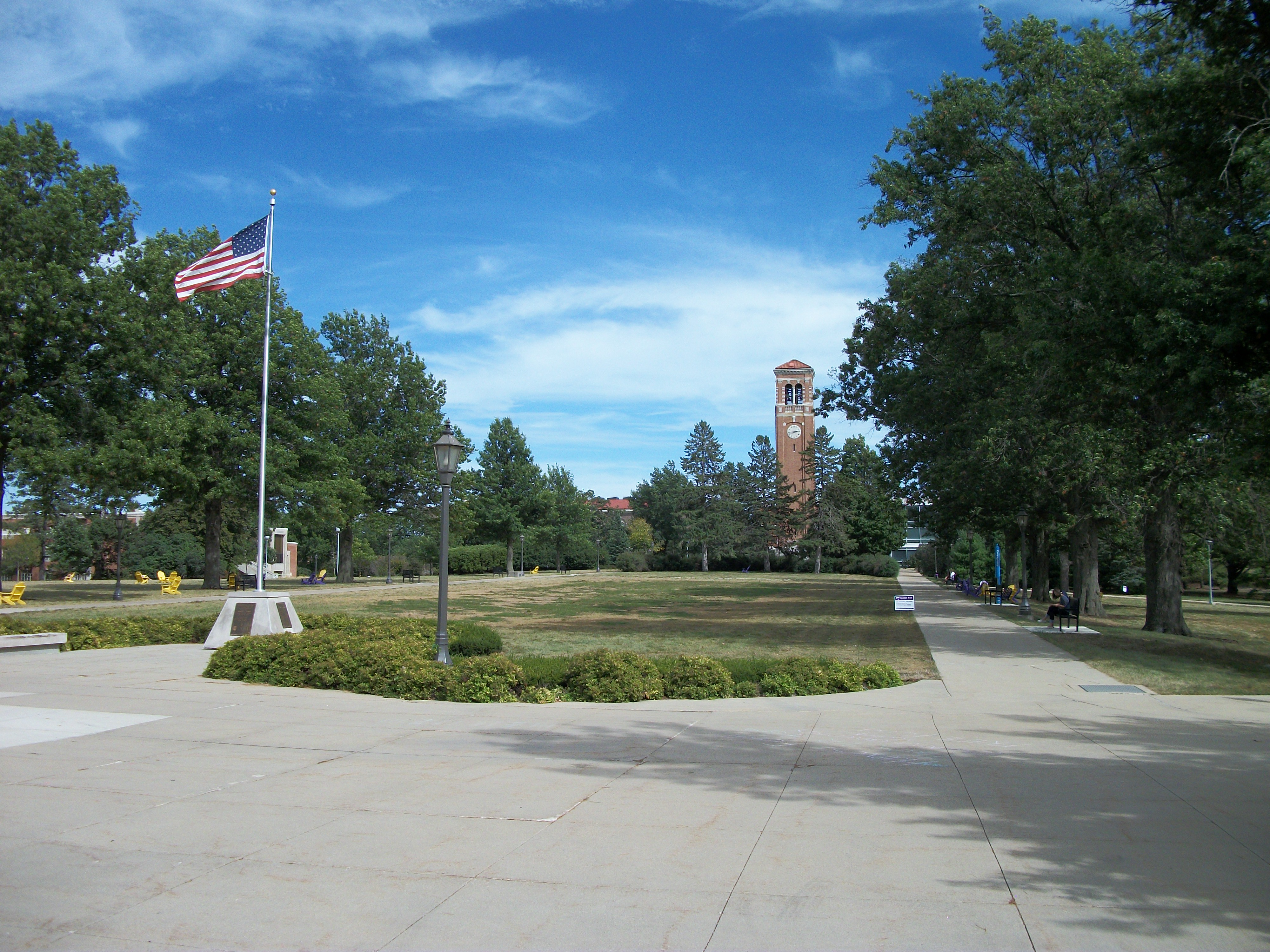
نصب تذكاري لتو إل تي روبرت هيبس وكامبانيل في جامعة شمال آيوا

من عام 2014 حتى عام 2018، استضافت جامعة آيوا الشماليّة المعهد الصيفي للغرب الأوسط: الشمول والتواصل للجميع، وهو مؤتمر لمدة يومين حول الاتصالات الميسرة برعاية مؤسسة إنكلوجن كونيكشن (بالإنجليزية: Inclusion Connection)‏ ومعهد جامعة سيراكيوز للتواصل والشمول. في عام 2018، قبل المؤتمر السنوي الخامس الذي عقد في 18-19 يونيو، وقعت مجموعة من أكثر من ثلاثين «باحثًا وأكاديميًا حول العالم» خطابًا إلى جامعة آيوا الشماليّة يطلبون فيه من الجامعة إلغاء المؤتمر لأن هذه الممارسة «فقدت مصداقيتها تمامًا منذ أكثر من 25 عامًا. وذكرت الرسالة أيضًا أن» الأدلة العلمية الدامغة تشير إلى أن الاتصال الميسر يشكل انتهاكًا خطيرًا للحقوق الفردية والمدنية والإنسانية للأشخاص ذوي الإعاقة، ويحرمهم من فرصة التواصل بشكل مستقل مع التقنيات المبتكرة المتاحة«. دافع مؤيدو الطريقة عن المؤتمر. أصدر المجلس الوطني لمكافحة الاحتيال الصحي مقالًا انتقد دعم المدرسة للتواصل الميسر ولخص موقف جمعيات الكلام واللغة والسمع حول التواصل الميسر باعتباره علمًا زائفًا ضارًا. عقد مؤتمر 2018 كما هو مقرر، لكن الجامعة سحبت دعمها بعد ذلك بوقت قصير. في 24 أكتوبر 2018، أعلن وكيل الجامعة جيم ووهلبارت أن جامعة آيوا الشماليّة لن تستضيف المؤتمر بعد الآن. كان النقاد سعداء بهذه النتيجة لكنهم متشككون في بيان جامعة آيوا الشماليّة بأن ورشة العمل استضافتها وكالة خارجية، حيث تواصل جامعة آيوا الشماليّة توظيف» موظفين حاليين تدربوا مع دوغلاس بيكلين.

### الرؤساء
منذ تأسيسها، كان للجامعة أحد عشر رئيسًا.
- جيمس كليلاند جيلكريست، 1876-1886
- هوميروس هوراشيو سيرلي، 1886-1928
- أورفال راي لاثام، 1928-1940
- مالكولم بوير برايس، 1940-1950
- جيمس ويليام ماكر، 1950-1970
- جون جوزيف كامريك، 1970-1983
- قسطنطين وليام كوريس، 1983-1995
- روبرت دي كوب، 1995-2006
- بنجامين ج. ألين، 2006-2013
- ويليام رود، 2013-2016
- مارك نوك، 2017 حتى الآن

## أكاديميون
تشمل كليات جامعة شمال آيوا ما يلي:
- كليّة الأعمال
- تعليم
- العلوم الإنسانية والفنون والعلوم
- العلوم الاجتماعية والسلوكية
- كلية الدراسات العليا

### إحصائيات الطلاب
بلغ إجمالي عدد المسجلين في الفصل الدراسي خريف 2019 10497، وهو الأدنى منذ عام 1975. كان عدد الطلاب المسجلين بها 1495 طالبًا. وعزا مارك نوك، رئيس جامعة جامعة آيوا الشماليّة، هذا التراجع إلى زيادة الرسوم الدراسية، قائلاً «نحن مكلفون للغاية». تميز الفصل القادم لعام 2016 بالفصل الأكثر تنوعًا في تاريخ جامعة آيوا الشماليّة بنسبة 11.2% من طلاب الأقليات. يمثل طلاب الأقليات الآن ما يزيد قليلاً عن 10 في المائة من هيئة طلاب جامعة آيوا الشماليّة.

### مركز الدراسة بالخارج
توفر جامعة آيوا الشماليّة فرصة للطلاب للدراسة في أكثر من 25 دولة والاختيار من بين أكثر من 40 برنامجًا. تتمثل مهمة مركز الدراسة في الخارج بجامعة نورثرن آيوا في تقديم الخدمة والقيادة في التعليم الدولي لطلاب جامعة آيوا الشماليّة وأعضاء هيئة التدريس والموظفين والمجتمع وولاية آيوا.

### برنامج اللغة الإنجليزية المكثف والثقافة
برنامج اللغة الإنجليزية المكثف والثقافة (CIEP) هو برنامج مكثف باللغة الإنجليزية لغير الناطقين بها. وهي مصممة لإعداد الطلاب للعمل الأكاديمي على مستوى درجة البكالوريوس أو الدراسات العليا. يتم تشجيع طلاب جامعة شمال آيوا أيضًا على المشاركة في برنامج شركاء المحادثة لمساعدة الطلاب الأجانب في قدرتهم على اللغة الإنجليزية وتعزيز العلاقات بين الثقافات مع اكتساب التفاهم المتبادل.

### نورث أمريكا ريفيو
الجامعة هي ناشر مجلة نورث أمريكا ريفيو (بالإنجليزية: The North American Review)‏ (تُعرف اختصارًا باسم NAR)، وهي مجلة أدبية شهيرة بدأت في الأصل في بوسطن عام 1815. ومن بين محرريها السابقين جيمس راسل لويل، وتشارلز إليوت نورتون، وهنري آدامز. بينما كان من بين المساهمين السابقين مارك توين، وهنري جيمس، وجوزيف كونراد، والت ويتمان، وكيرت فونيغوت، وجويس كارول أوتس، وجاي دافنبورت، ومارجريت أتوود. في عام 1968، عندما تم شراء المجلة من قبل جامعة آيوا الشماليّة، تم تعيين روبلي ويلسون كمحرر، وهو المنصب الذي استمر فيه حتى تقاعده في عام 2000. المحررون الحاليون هم راشيل مورغان، وجيريمي شرافينبيرغر، وغرانت تريسي، وبروك وندرز.

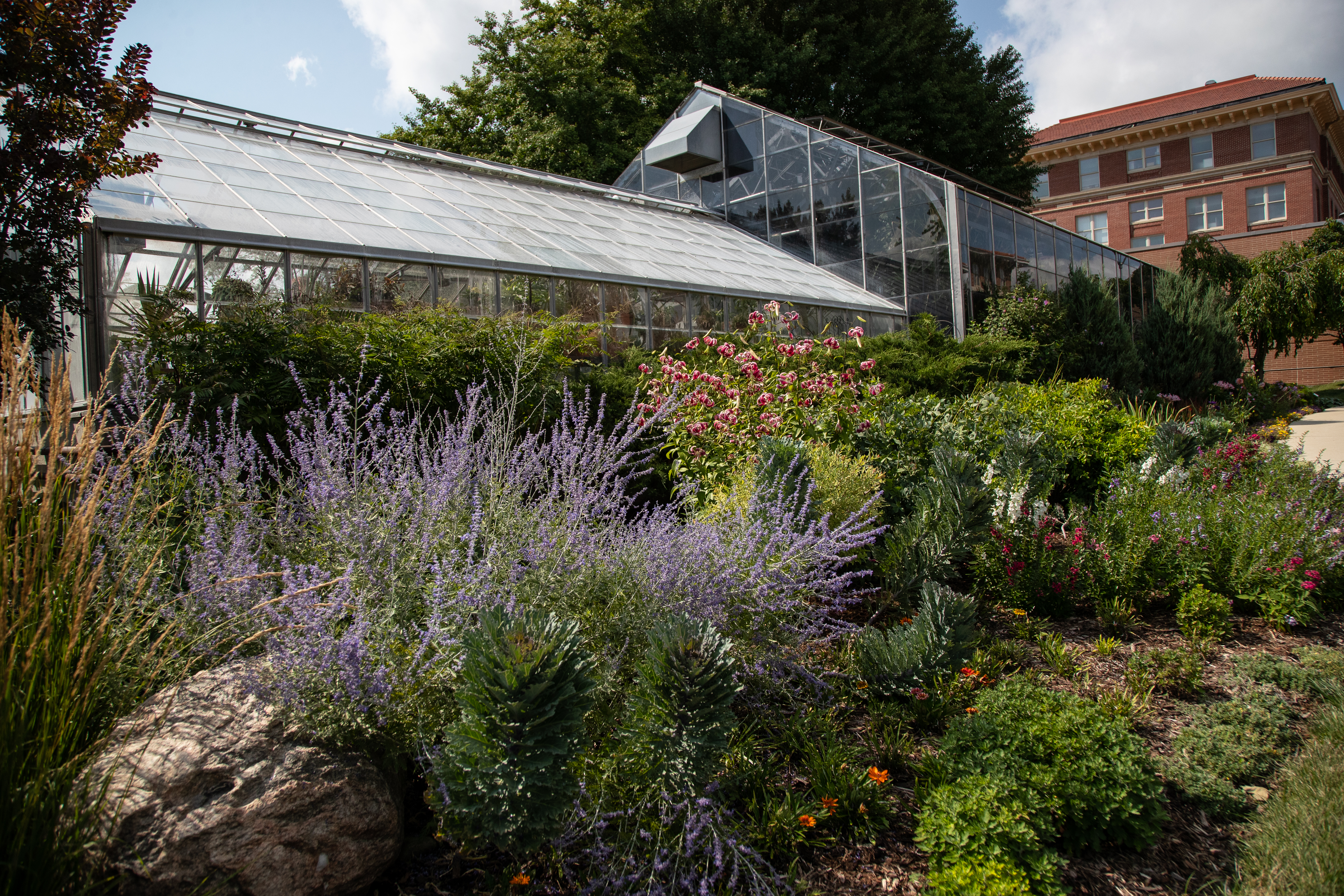
جامعة آيوا الشماليّة التدريس والبحث الدفيئة

### التدريس والبحث
يعتبر التدريس والبحث بجامعة آيوا الشماليّة عبارة عن مجمع دفيئة يشتمل على حدائق نباتية للبحث والتعليم. تقع في حرم جامعة نورثرن آيوا في سيدار فولز، آيوا. تحتوي الكليّة على نباتات من العديد من الأنماط البيئية، بما في ذلك 250 نباتًا استوائيًا، ومجموعة واسعة من النباتات المناخية القاحلة، و1,200 قدم مربع (110 م2) مركز التعلم المائية.

## ألعاب القوى
تميمة المدرسة هي النمر. يشاركون في القسم الأول من الرابطة الوطنية لرياضة الجامعات في مؤتمر ميسوري فالي لكرة القدم، ومؤتمر ميسوري فالي (MVC) لمعظم الرياضات الأخرى، ومؤتمر بيج 12 للمصارعة. الساحة الرئيسية في الحرم الجامعي هي جامعة آيوا الشماليّة-دوم، حاليًا مقر فريق كرة القدم. يُعد ذا دوم (بالإنجليزية: The Dome)‏ أيضًا مكانًا للعديد من الحفلات الموسيقية المحلية ومباريات كرة القدم في المدرسة الثانوية والعروض التجارية وغيرها من الأحداث. في عام 2006، افتتحت الجامعة ساحة جديدة، مركز ماك لويد، ليكون بمثابة منزل للعديد من البرامج الرياضية، بما في ذلك الكرة الطائرة وكرة السلة للرجال والسيدات.
حققت جامعة آيوا الشماليّة أثلتيكس نجاحًا كبيرًا مؤخرًا مع فريق كرة السلة للرجال الذي تنافس في بطولة الرابطة الوطنية لرياضة الجامعات ثلاث مرات متتالية في 2004 و2005 و2006 ومرة أخرى في 2009 و2010 وفي 2015 و2016. في 20 آذار (مارس) 2010، هزم فريق كرة السلة للرجال فريق كانساس جايهوكس المصنف بشدة والمفضل بشدة للتقدم إلى الرابطة الوطنية لرياضة الجامعات سويت سيكستين. كان أول ظهور للمدرسة في سويت سيكستين. تم تفضيل جاي هاوكس للفوز ببطولة الرابطة الوطنية لرياضة الجامعات. انتهت إمكانات سندريلا بخسارة ولاية ميشيغان في سويت سيكستين، 59-52. أكسبهم الفوز على كانساس جائزة إسباي لعام 2010.
ساعدت جاكي كالين في قيادة فريق كرة السلة النسائي إلى أرصفة بطولة الرابطة الوطنية لرياضة الجامعات المتتالية، حيث فاز الفريق بألقاب بطولة إم في سي المتتالية. في 2010-11 حصلت على جائزة أفضل لاعب في بطولة إم في سي لجاكي ستايلز. في 2012-13 قادت الدوري في تسجيل 19.5 نقطة، وحصلت على رابع أعلى نسبة رمي مجاني في الموسم الأول في تاريخ الرابطة الوطنية لرياضة الجامعات - وأعلى نسبة من أي شخص كبير (95.5 ٪)، وتم تسميتها مرة أخرى جاكي ستايلز أفضل لاعب في بطولة إم في سي لهذا العام. بالنسبة لمسيرتها المهنية، كانت كالين هي الأولى على الإطلاق في جامعة آيوا الشماليّة في تسجيل الأهداف (2,081)، وسجل الأهداف الميدانية من 3 نقاط (265)، والرميات الحرة التي تم إجراؤها (484)، ونسبة الرمي الحر (0.920، الرقم القياسي لهذه الرياضة في القسم الأول من الرابطة الوطنية لرياضة الجامعات.
تم تصنيف فريق كرة القدم ضمن أعلى 25 I-AA (FCS) كل عام تقريبًا على مدار العقدين الماضيين. ظهر الفريق في مباراة بطولة الرابطة الوطنية لرياضة الجامعات عام 2005، لكنه خسر مباراة قريبة أمام فريق أبلاشين ستايت ماونتينز. خلال عام 2007، احتل الفريق المرتبة الأولى في البلاد من خلال استطلاع تي إس إن لعدة أسابيع. ذهب فريق كرة القدم دون هزيمة في عام 2007 مع سجل 11-0، وهو الأول لأي مدرسة في تاريخ 23 عاما من مؤتمر جيتواي. في عامي 2001 و 2002 وصل فريق الكرة الطائرة إلى دور الـ الرابطة الوطنية لرياضة الجامعات سويت 16، وفي عام 2006 وصل إلى الدور الثاني، وشارك في البطولة عدة مرات. فريق المضمار أيضًا ناجح جدًا (عادةً ما يصنف ضمن أفضل 25 فريقًا)، وكذلك فرق المصارعة والكرة الطائرة.
فاز فريق المصارعة بجامعة شمال آيوا ببطولة الرابطة الوطنية لرياضة الجامعات (القسم الأول) في عام 1949 وبطولات الرابطة الوطنية لرياضة الجامعات (القسم الثاني) في عامي 1975 و1978. لقد تنافسوا في مؤتمر المصارعة الغربية حتى عام 2012، عندما أصبحت جامعة آيوا الشماليّة عضوًا مشاركًا في مؤتمر منتصف أمريكا لأن إم في سي هو مؤتمر غير مصارعة. في عام 2017، انضمت مصارعة جامعة آيوا الشماليّة إلى مؤتمر بيج 12. في عام 1977 فاز فريق الكرة اللينة للسيدات ببطولة آيوا الوطنية. فاز برايس باوب بجائزة لاعب العام الدفاعي من قبل وكالة أسوشيتيد برس في عام 1995. في عامي 1999 و2001، تم تسمية خريج جامعة جامعة آيوا الشماليّة كورت وارنر إم في بي من قبل أسوشيتيد برس. خلال موسم 2014-2015، أنهى فريق كرة السلة للرجال الموسم العادي في المرتبة رقم 11 في استطلاع أسوشيتيد بريس، وهو أعلى تصنيف في تاريخ المدرسة، ورقم 9 من قبل يو إس إيه توداي (بالإنجليزية: USA Today)‏.

## مباني الحرم الجامعي
- قاعة بيكر - مكاتب الكلية. كان في السابق مبنى سكنًا مخصصًا للذكور فقط، وقد هُدم عام 2014 (تم استبداله بموقف سيارات)
- قاعة بارتليت - مكاتب الكلية. سابقا سكن.
- بندر هول - صالة كويد (مجمع الأبراج)
- تم افتتاح بيجمان هال - مبنى الفيزياء الذي تم تجديده حديثًا - في 5 أكتوبر 2007
- مجمع أبحاث الأحياء
- مركز فنون الاتصال - موقع استوديوهات محطة الراديو كوني (FM).
- كامبانيل - برج الساعة في الحرم الجامعي تم بناؤه في عام 1926، وهو معلم لجامعة جامعة آيوا الشماليّة ومُدرج في العديد من شعارات الجامعة
- قاعة كامبل - صالة إقامة مختلطة (للإناث فقط سابقًا).
- مبنى الأعمال كوريس
- مركز الطاقة والتعليم البيئي
- مركز تكنولوجيا التعليم
- مركز التعليم الحضري - يقع في واترلو
- قاعة الراقصين - السكن الطلابي (مجمع الأبراج)
- مركز جالاخر-بلودورن للفنون المسرحية
- جليشريست هال - مبنى الإدارة. مغلق حتى عام 2008 بسبب حريق متعمد أثناء العودة للوطن، خريف 2005، أعيد فتحه الآن.[23]
- ملحق جرين هاوس - جزء من قاعة موكولوم ساينس هال

- قاعة هاجيمان - مهجع للطالبات (جميع الإناث سابقًا، جزء من مجمع كوادز)
- مركز التكنولوجيا الصناعية - مبنى أكاديمي
- مركز التعليم والتكنولوجيا المبتكر - المعروف سابقًا باسم إيست جيمنازيوم. جيم نسائي سابق. تم الانتهاء من إعادة التصميم في أواخر ربيع عام 2006
- مبنى كاميريك آرت - مبنى أكاديمي؛ يضم معرض جامعة شمال آيوا للفنون
- قاعة لاثام - المبنى الأكاديمي
- قاعة لوثر - قاعة سكن أوبيركلاسمين للطالبة. أعيد فتحه في خريف عام 2017 بعد إغلاقه للتجديدات في مايو 2015.
- لانج هال - مبنى أكاديمي يضم أقسام الاتصال.
- اتحاد طلاب موكر- موطن محطة راديو جامعة آيوا الشماليّة التي يديرها الطلاب، KULT 94.5 FM [24]
- مركز ماكلويد - موطن كرة السلة والكرة الطائرة والمصارعة جامعة آيوا الشماليّة للرجال والسيدات
- قاعة ماكولوم للعلوم - المبنى الأكاديمي الذي يضم أقسام العلوم.
- المتحف - مجموعات العلوم الطبيعية والأنثروبولوجيا، مجموعة المدارس الريفية، مدرسة مركز مارشال، المجموعة الرئيسية والمعارض الموجودة في الطابق الأول من مكتبة رود [25]
- مركز الغطاء النباتي على جانب الطريق الأصلي
- نيلسن فيلدهاوس، صالة ألعاب رياضية سابقة لمدرسة مالكوم برايس لابور (مكاتب التعليم الخاص والحصول على علامات اسم معلمك)
- قاعة نوهرين - صالة سكن الطالبة (جزء من مجمع كوادز)
- قرية النمر - مباني سكنية على طراز الملابس للصغار وكبار السن. سيكون مفتوحًا لطلاب السنة الثانية بدءًا من خريف 2018.
- مركز ريديكر - مركز مجمع كوادس. منازل جامعة آيوا الشماليّة
- ريزيدنس أون ذا هال (روث) - قاعة إقامة على طراز كويد سويت ستايل لآبر كلاسمن
- قاعة الراكب - الطالبة (الذكور فقط سابقًا) قاعة الإقامة (جزء من مجمع كوادس)
- مكتبة رود - المكتبة، متحف جامعة آيوا الشماليّة، المجموعة الخاصة وأرشيف الجامعة
- راسل هول - مبنى أكاديمي وقاعة احتفالات بها أقسام الموسيقى
- قاعة سابين - المبنى الأكاديمي
- مركز شندلر التعليمي - مبنى أكاديمي يضم أقسام التعليم
- قاعة سيرلي - مقر مكتب الرئيس. أيضا مبنى أكاديمي، موطن لقسم التاريخ
- قاعة شول - كويد (للذكور فقط سابقًا) مهجع، أعيد تشكيله مؤخرًا لرجال الأعمال الكبار فقط (جزء من مجمع كوادس)
- مركز صحة الطلاب - عيادة صحة الطلاب، مركز الاستشارة، خدمات الإعاقة الطلابية، خدمات التدخل في حالات العنف.
- مركز خدمات الطلاب - ملحق بقاعة بارتليت، المعروفة سابقًا باسم إيست بارتليت
- مسرح ستراير-وود - المسرح الذي يضم أيضًا قسم المسرح في جامعة آيوا الشماليّة. بيت المسرح جامعة آيوا الشماليّة
- مركز الأبراج - الصفحة الرئيسية لمركز تناول الطعام ريالتو
- جامعة آيوا الشماليّة-دوم - ملعب يتسع لـ16.000+. موطن فريق جامعة آيوا الشماليّة لكرة القدم.
- مركز العافية الترفيهي
- قاعة رايت - المبنى الأكاديمي الذي يضم قسم الرياضيات
- ويست جيمنازيوم - موطن برنامج جامعة آيوا الشماليّة ميليتري ساينس (ROTC) ومنشأة ممارسة المصارعة للرجال. المنزل السابق لكرة السلة للسيدات والكرة الطائرة للسيدات.

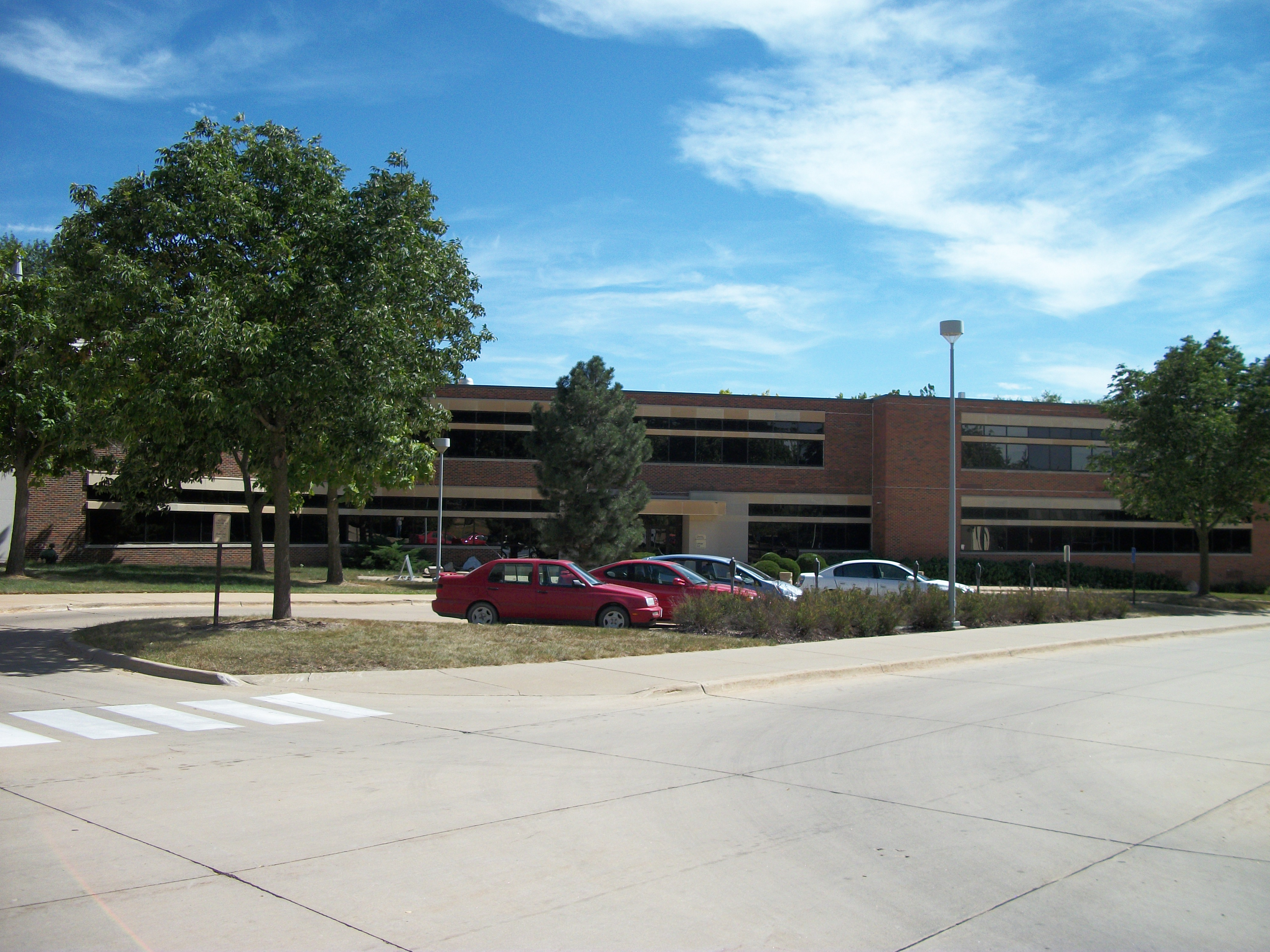
لاثام هول في جامعة شمال آيوا
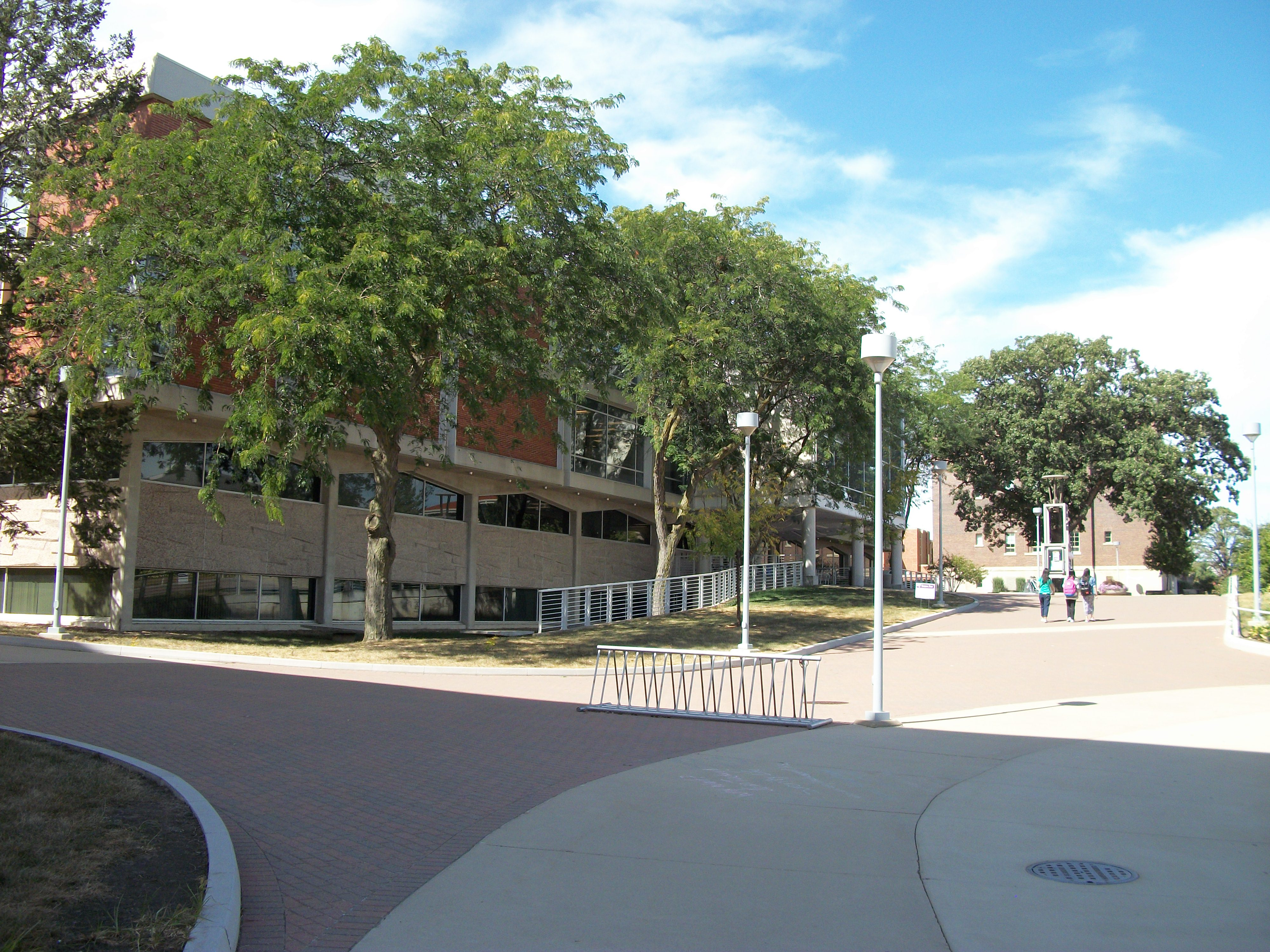
مكتبة رود في جامعة شمال آيوا
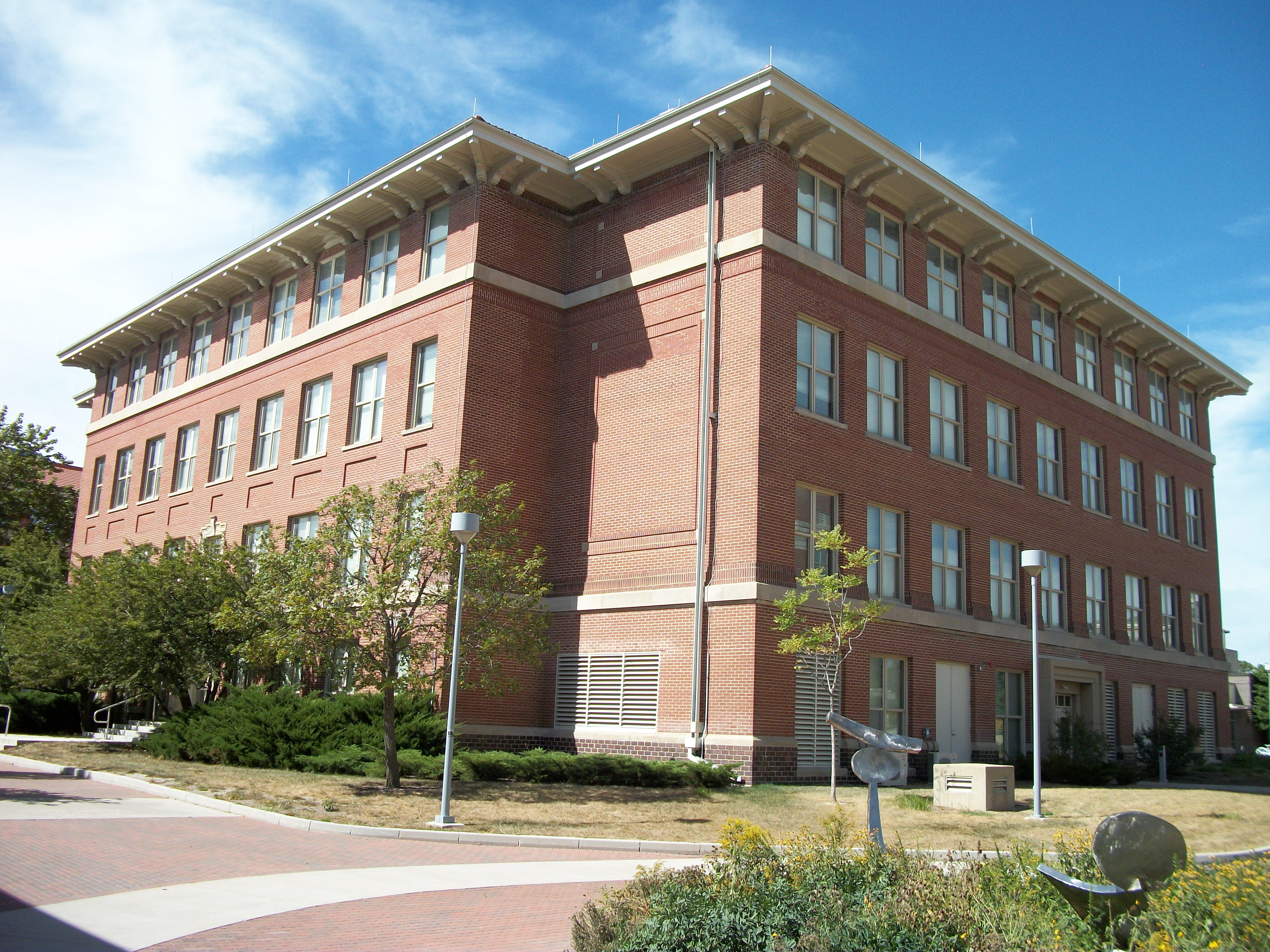
قاعة سابين في جامعة شمال آيوا
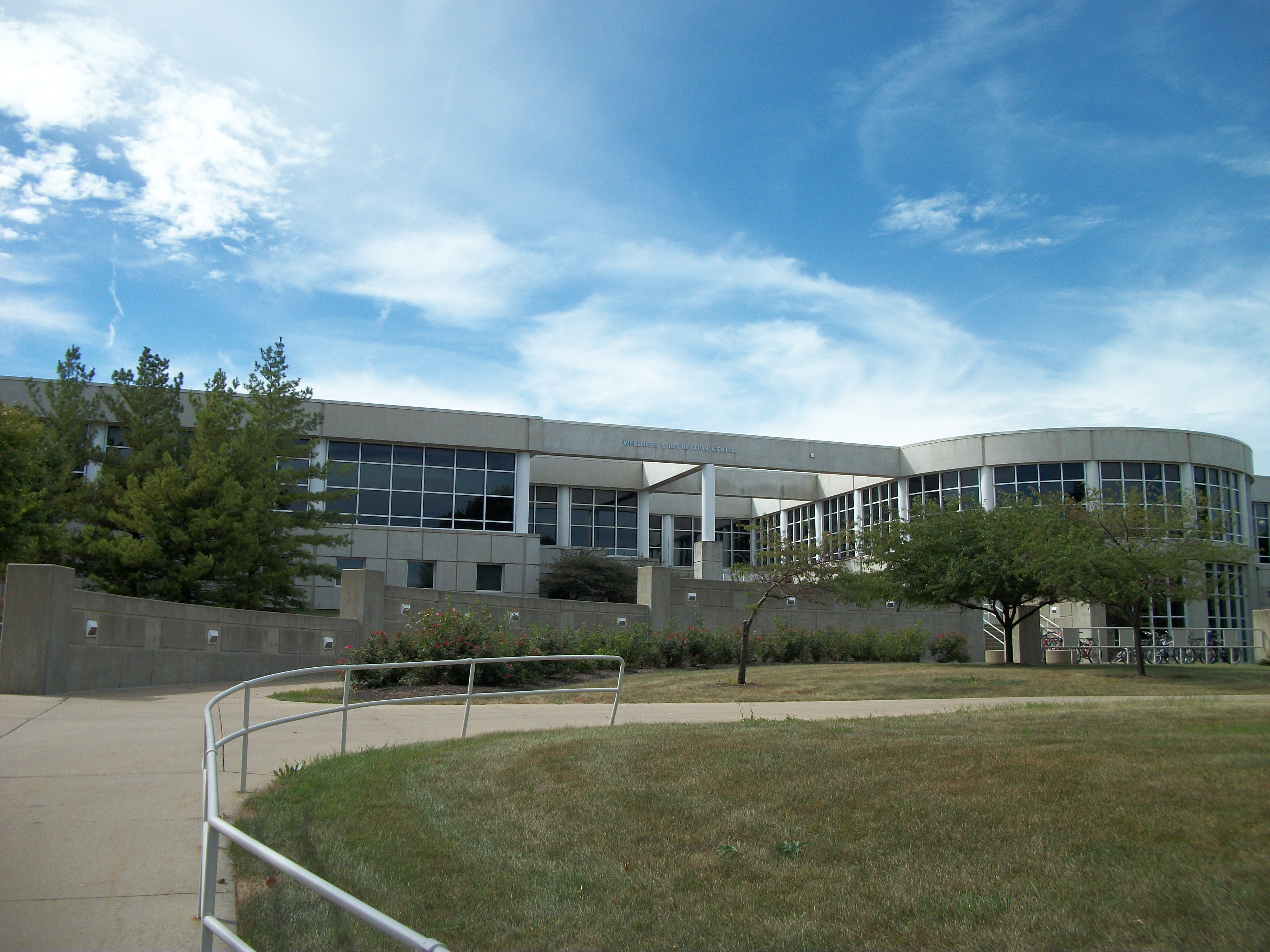
مركز العافية والترفيه بجامعة نورثرن آيوا
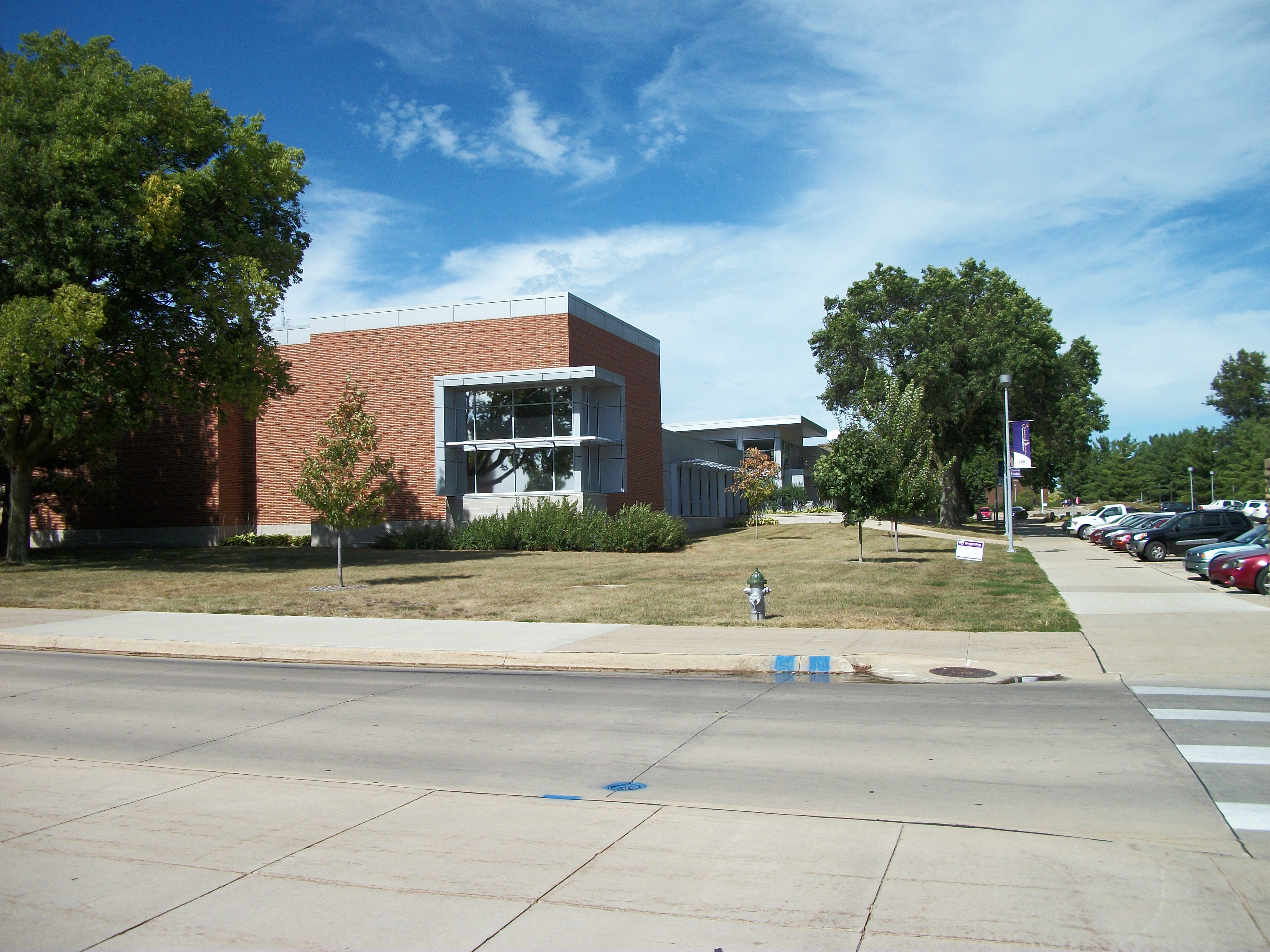
راسل هول في جامعة شمال آيوا
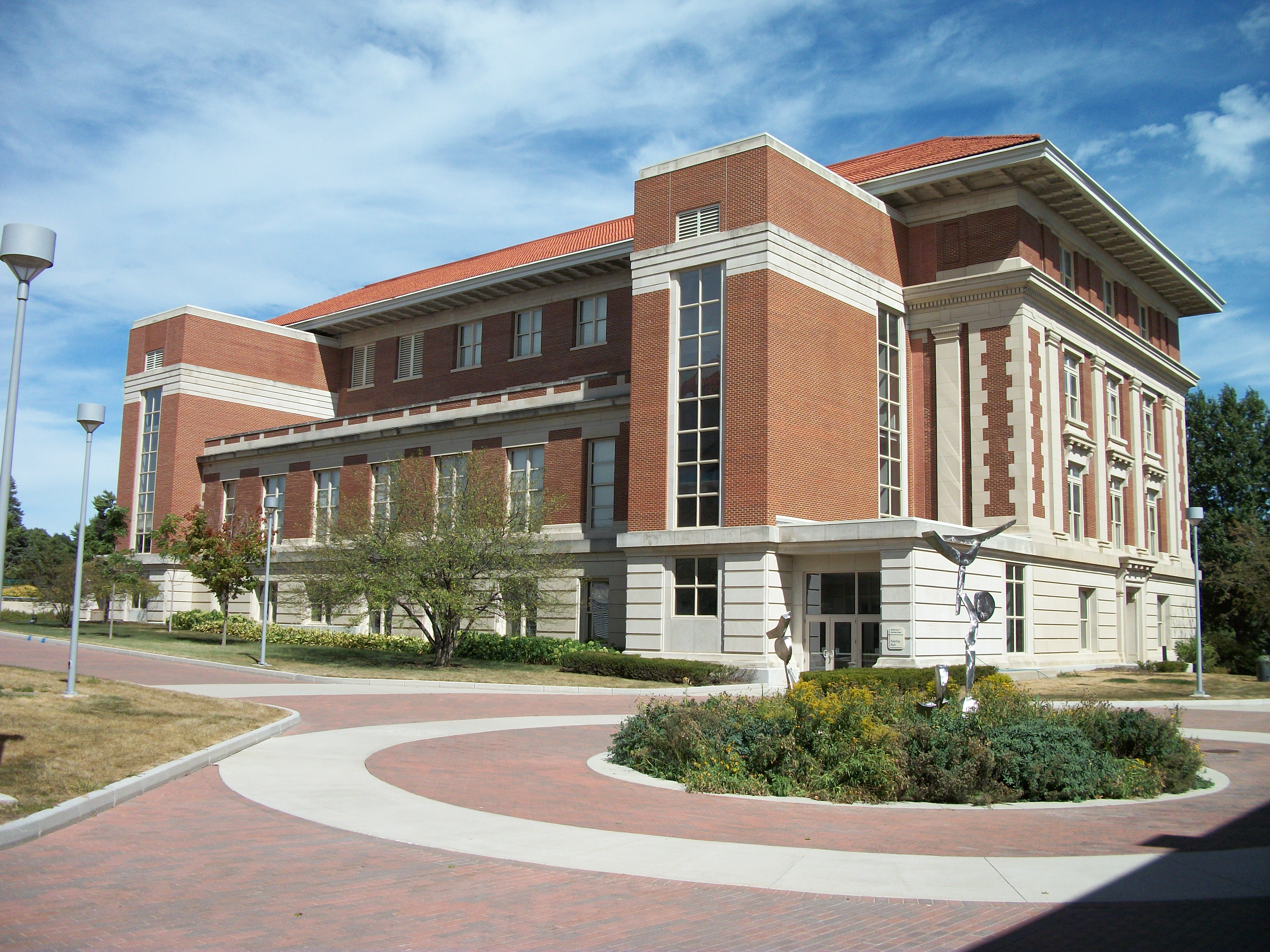
سيرلي هول في جامعة شمال آيوا
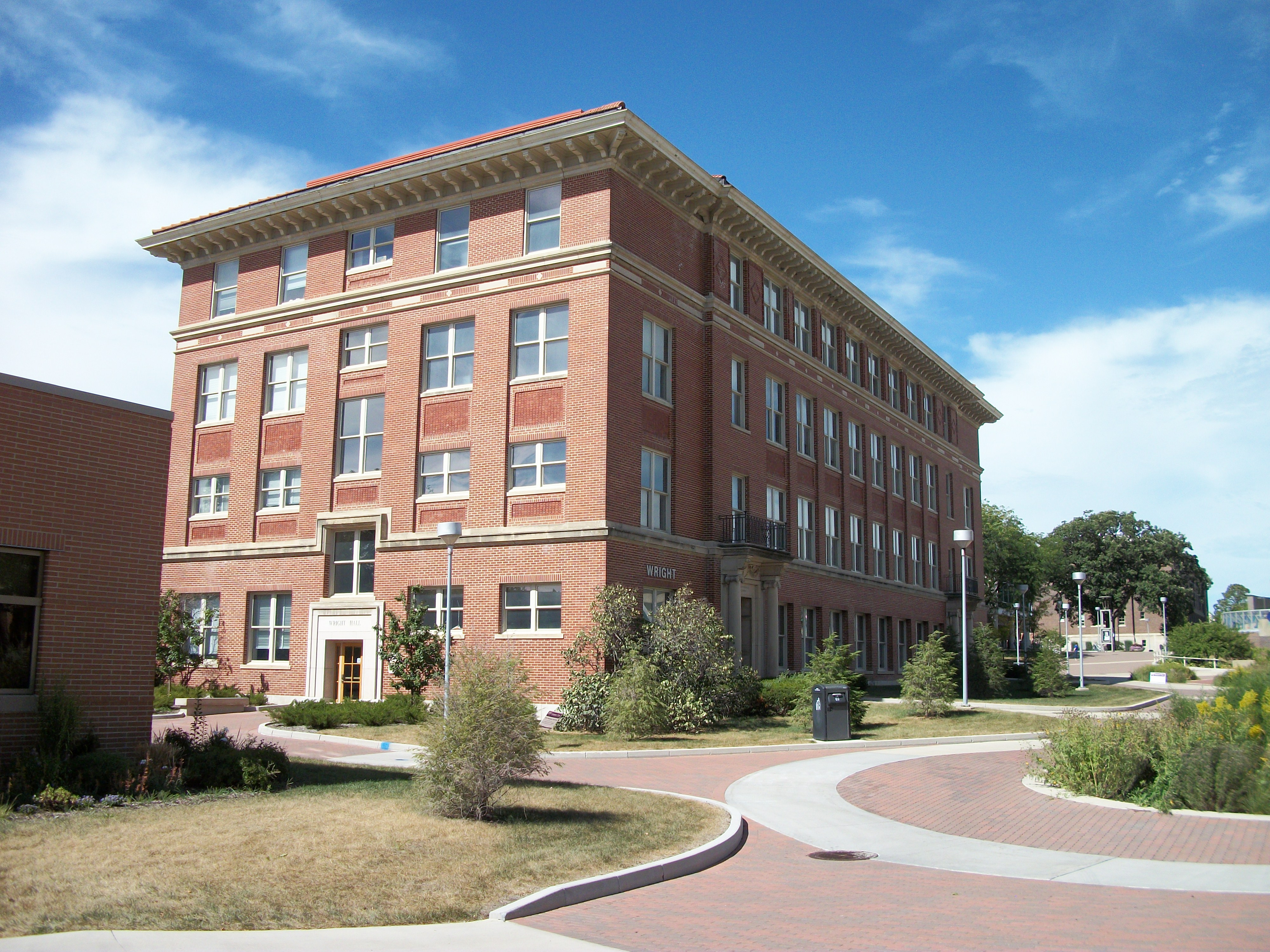
رايت هول في جامعة شمال آيوا
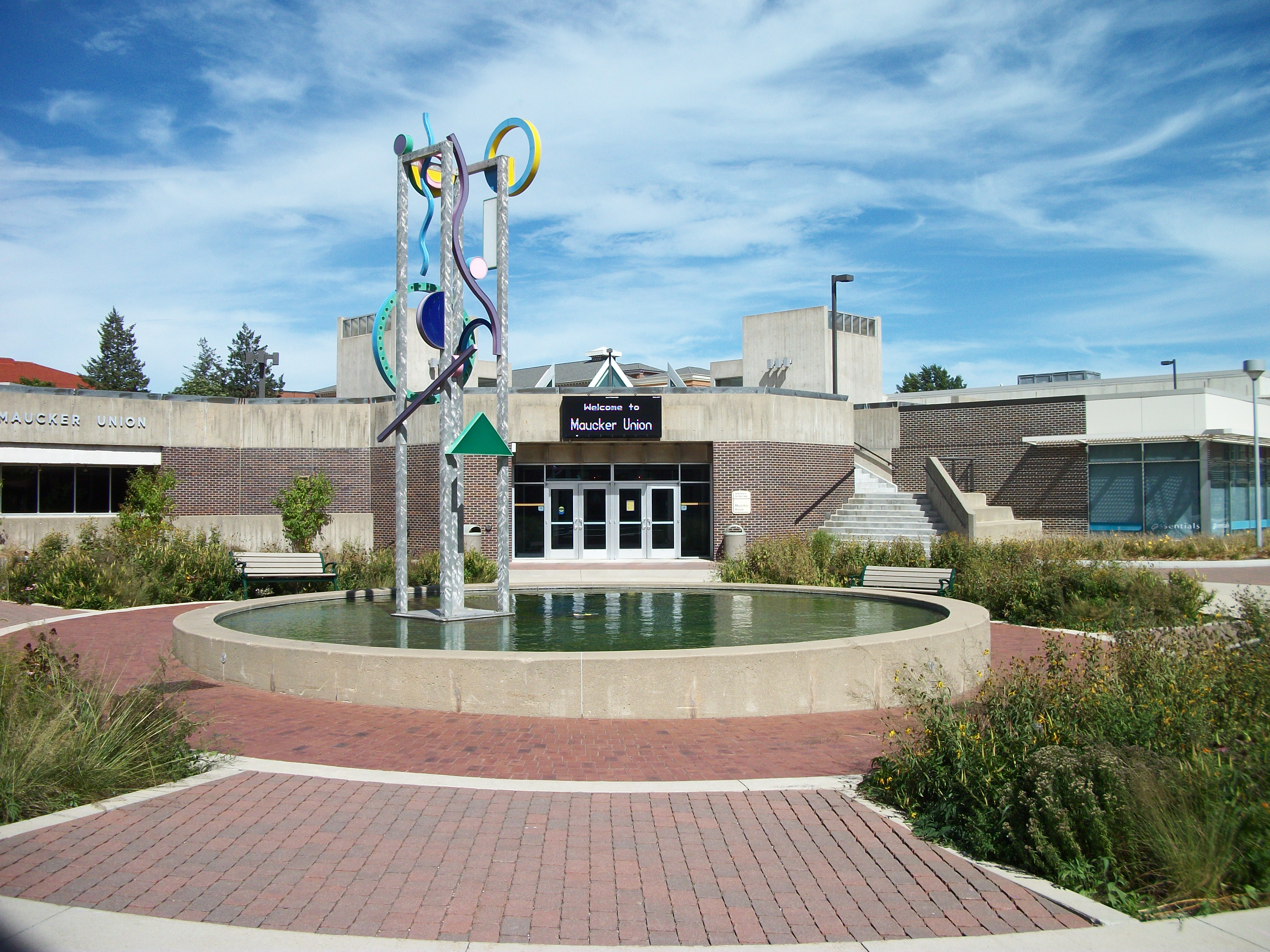
اتحاد طلاب Maucker في جامعة شمال آيوا
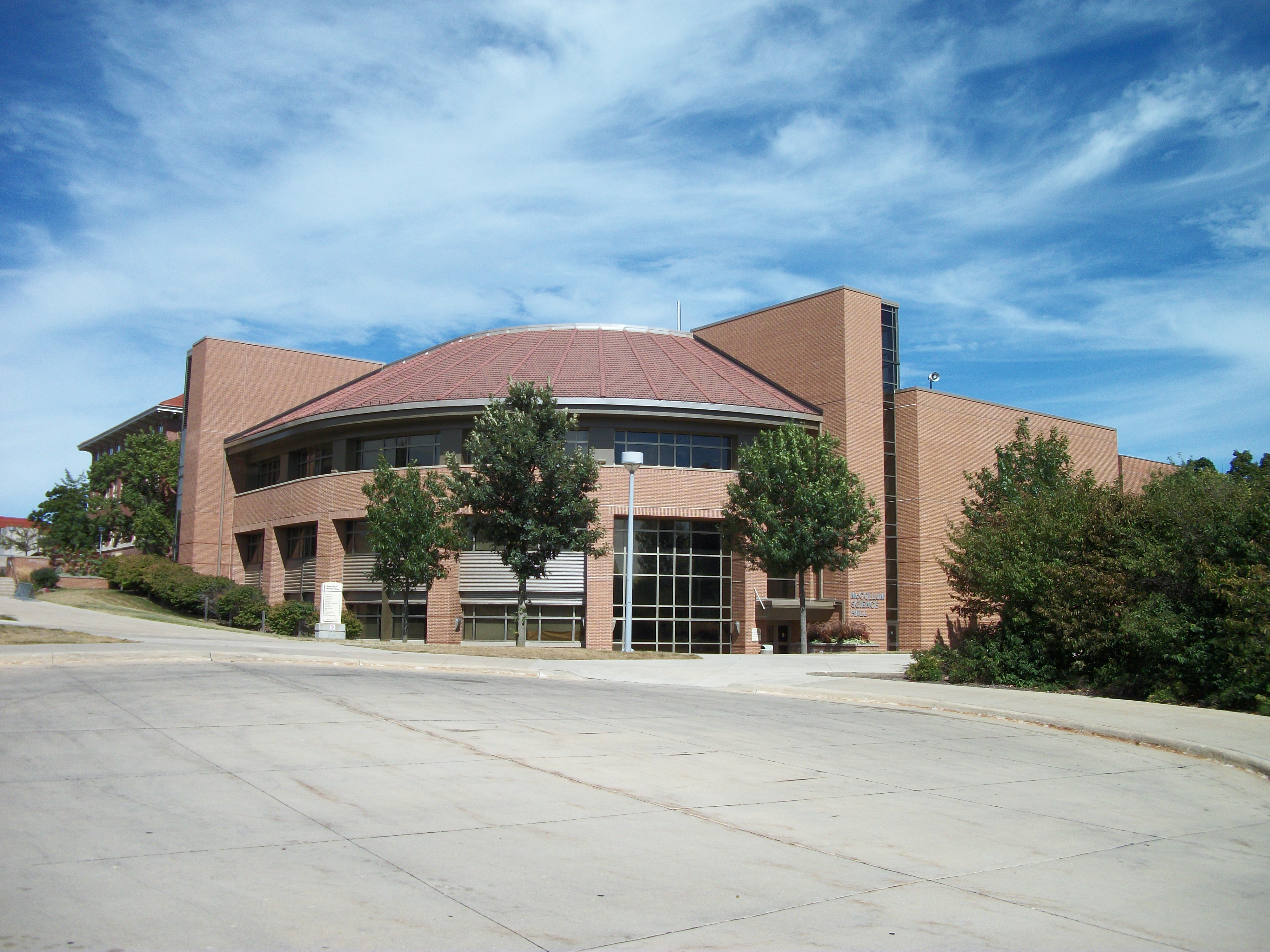
McCollum Science Hall في جامعة شمال آيوا
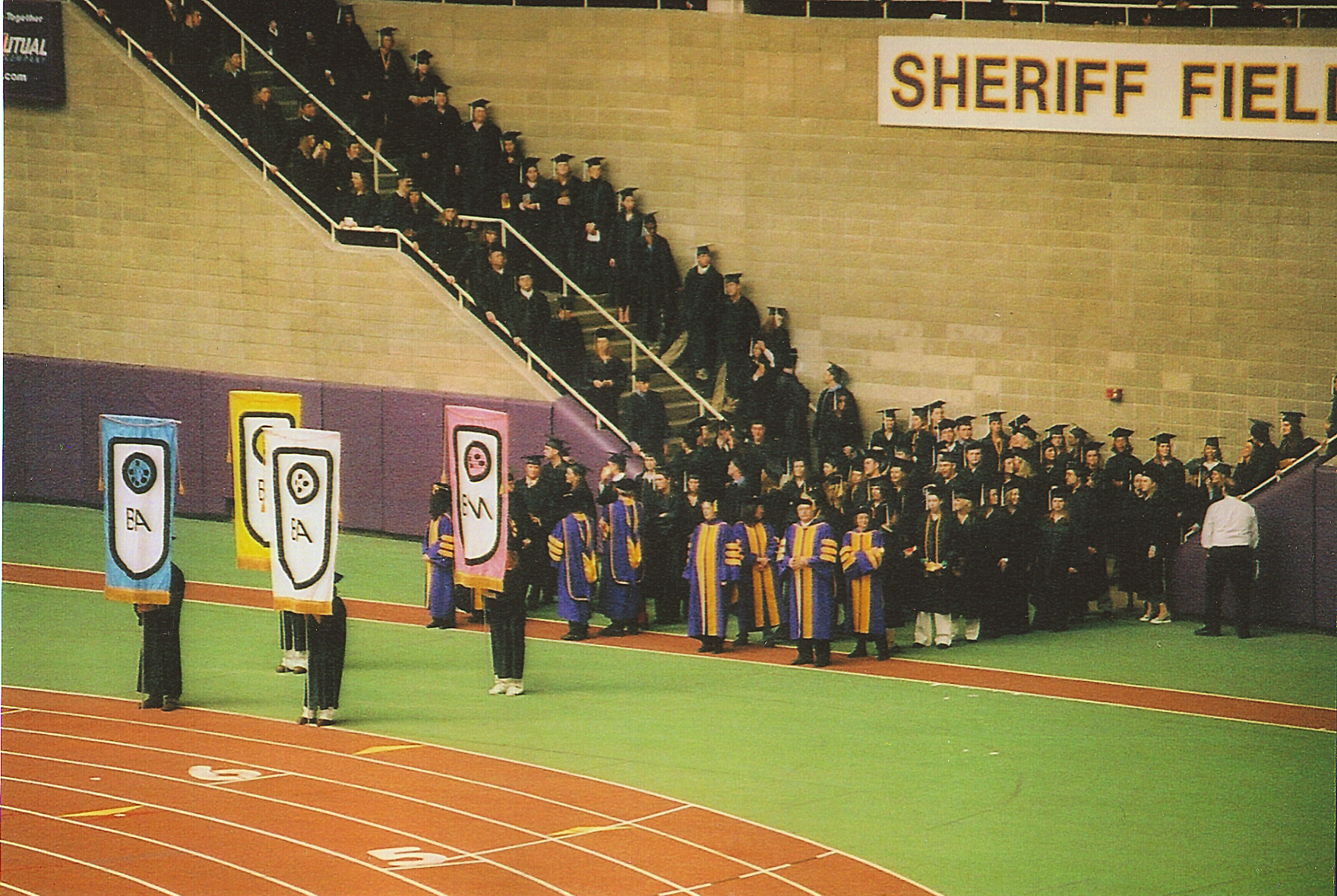
مسيرة الأساتذة في حفل التخرج، ديسمبر 2005
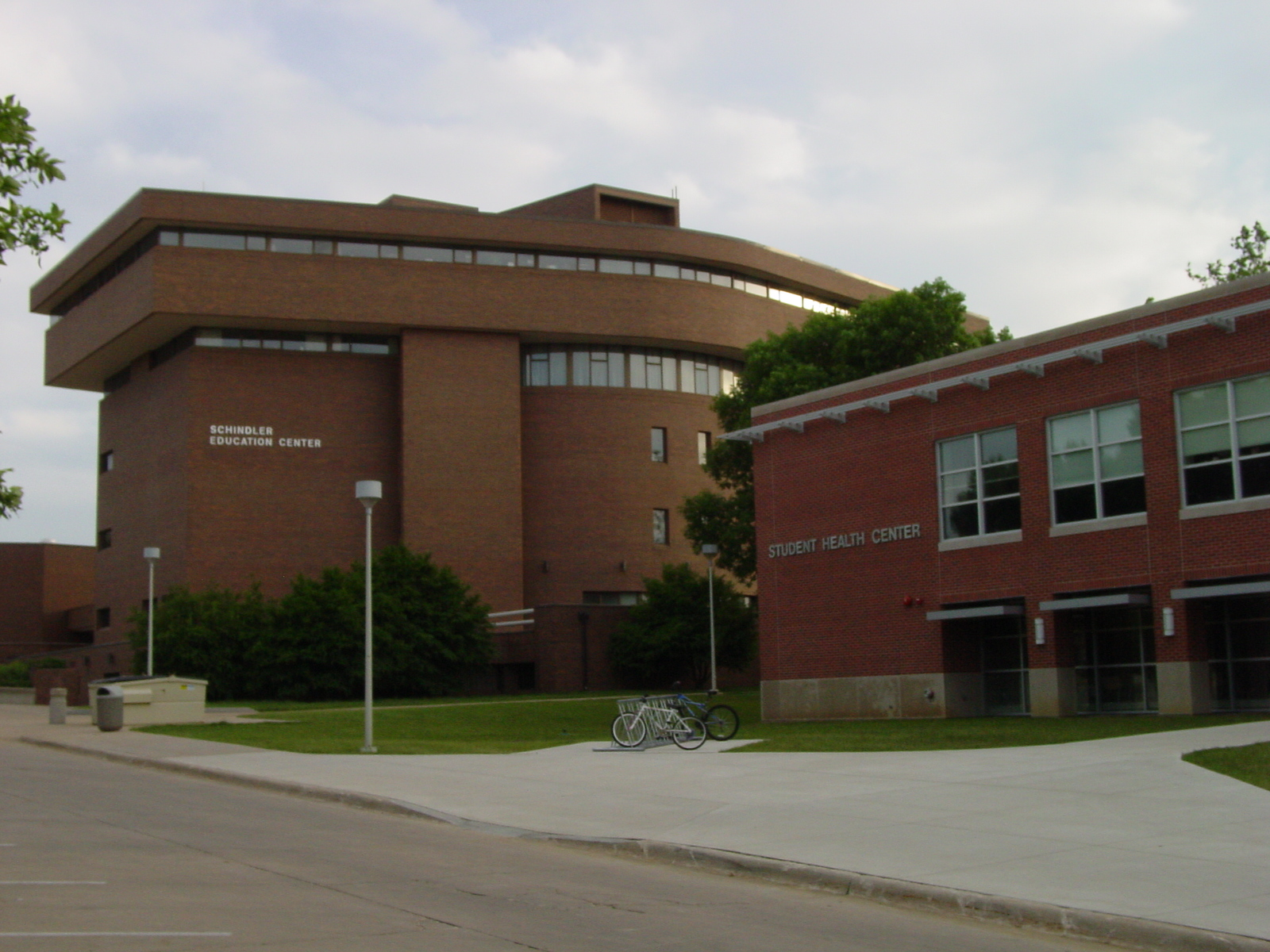
مركز شندلر التعليمي
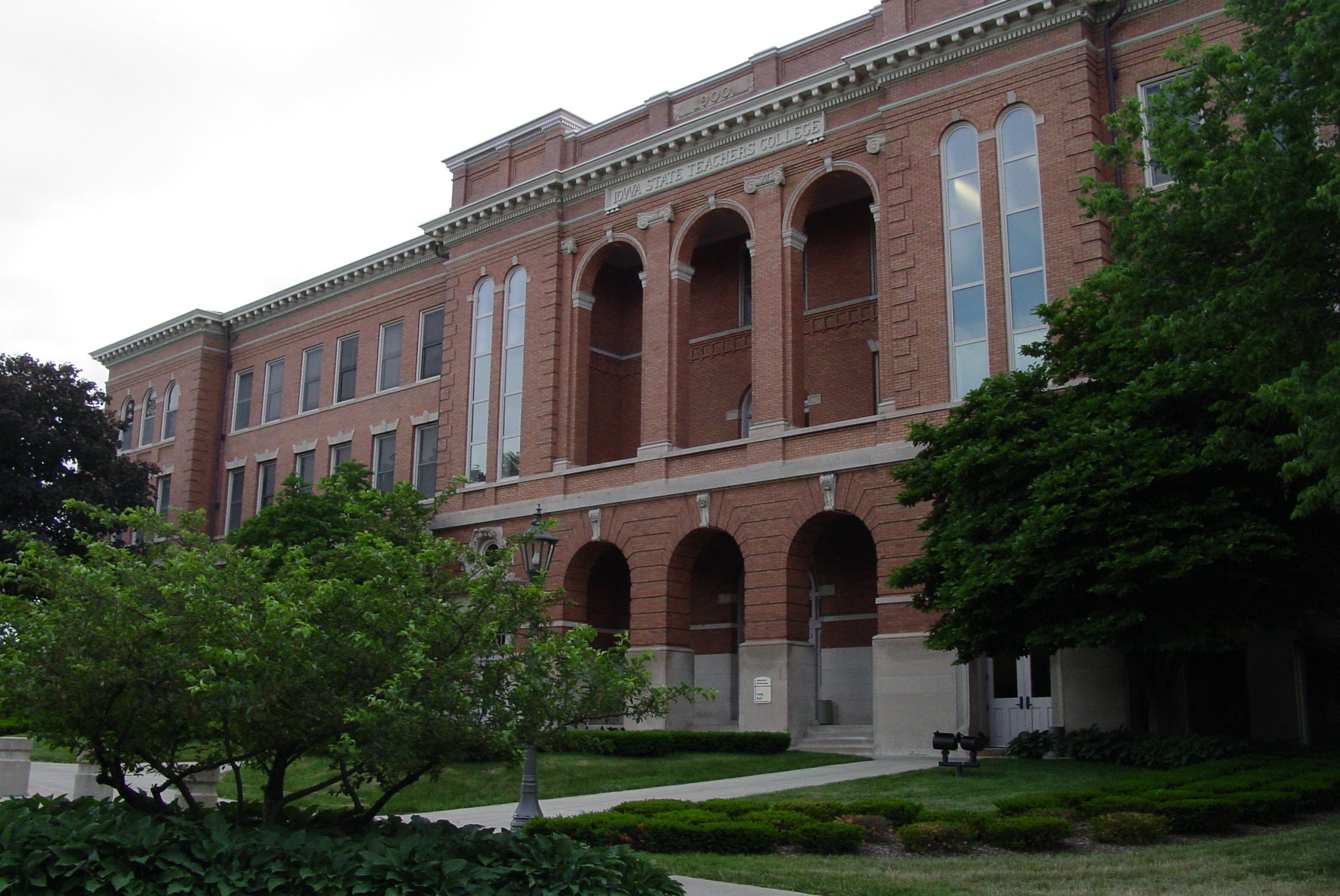
أقدم مبنى أكاديمي في UNI، Lang Hall
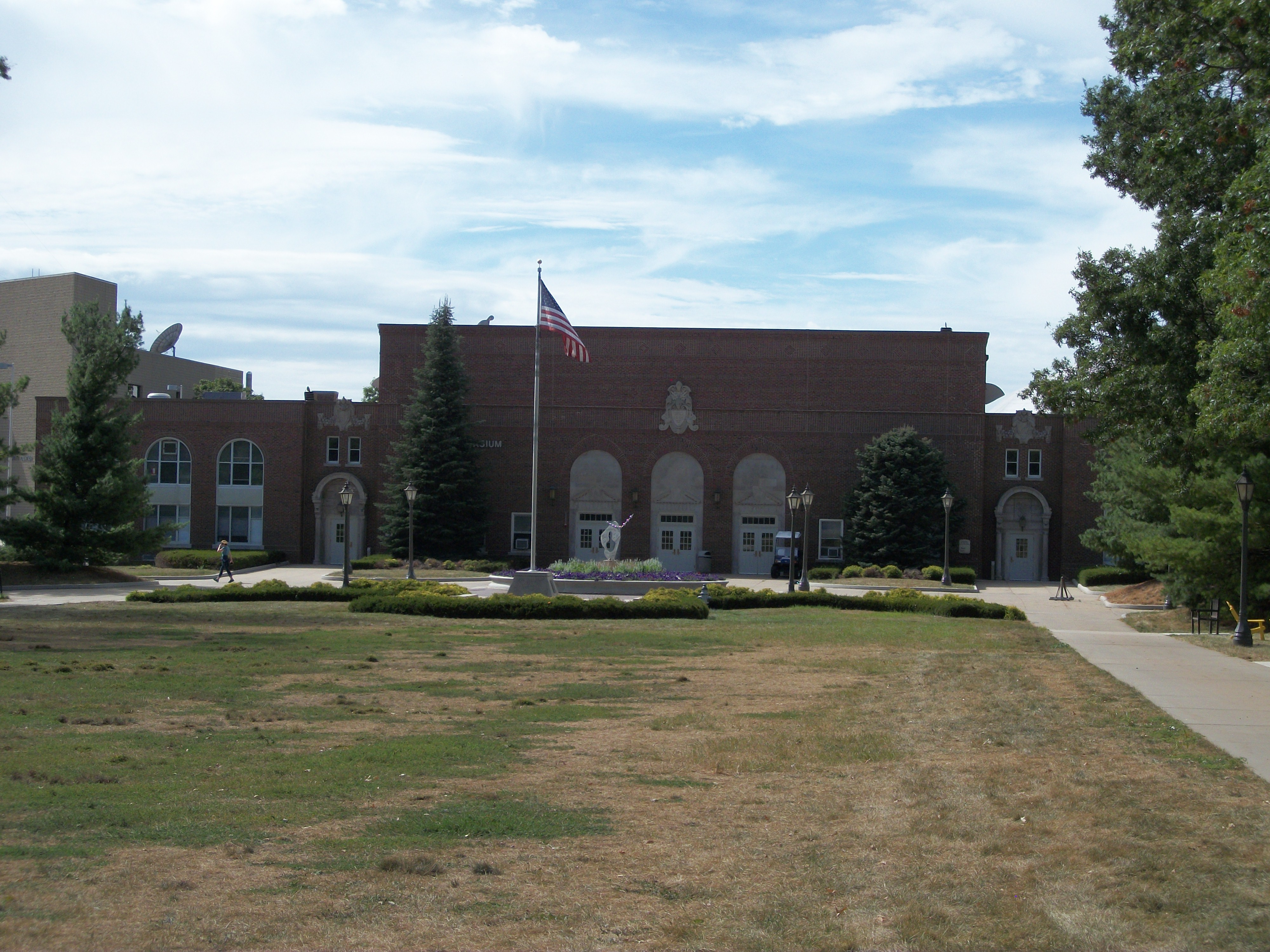
ويست جيم في جامعة شمال آيوا
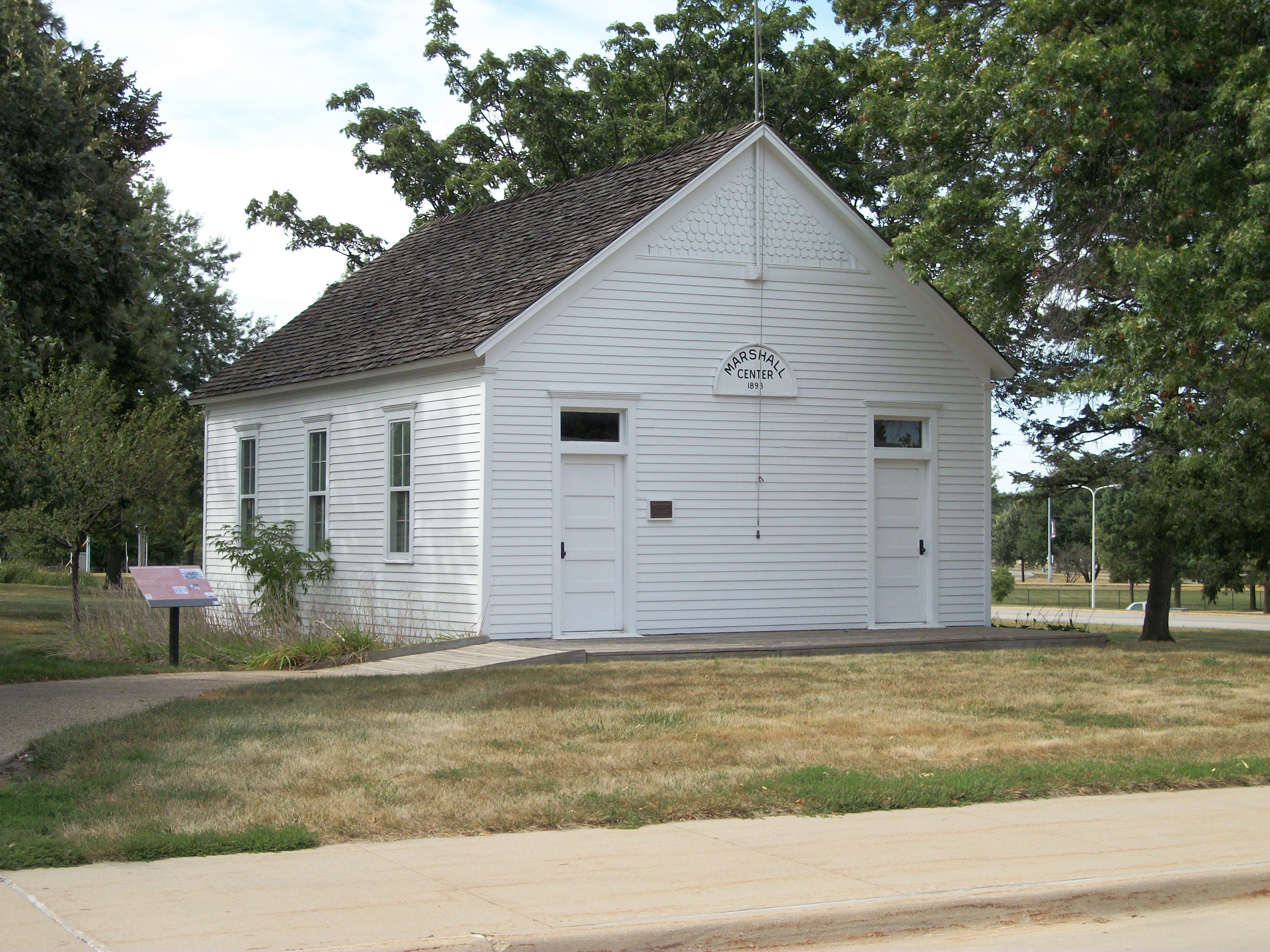
مدرسة مارشال سنتر المكونة من غرفة واحدة في جامعة نورثرن آيوا

## الحياة الطلابية

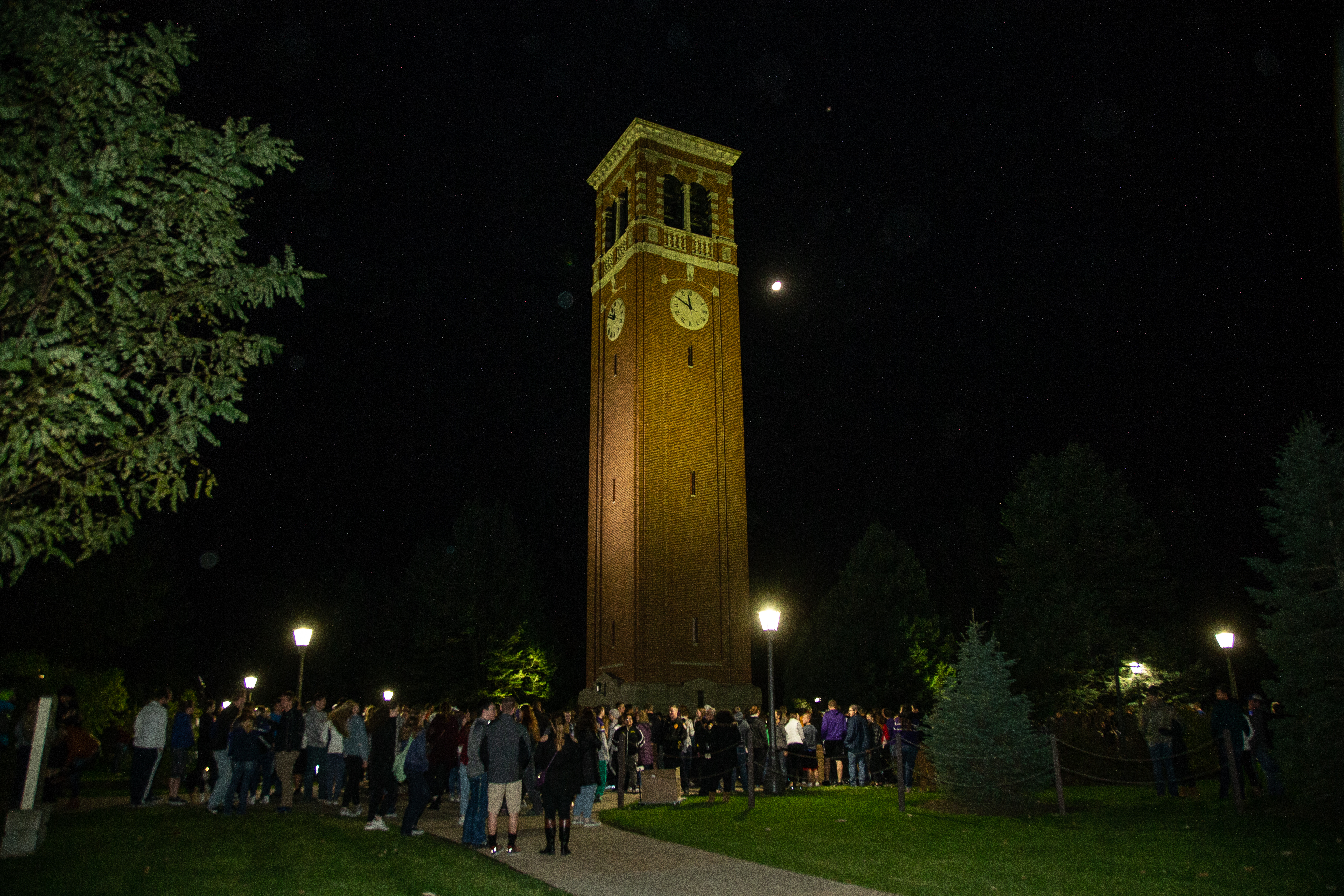
كامبانيل عام 2018

### الصحف الطلابية
- عرض الطلاب، 1888 – 1889
- الكليّة العادية، 1892 – 1911
- كلية العيون، 1911 – 1967
- شمال ايوا، 1967 – حتى الآن

### الحياة الأخوية والنادي النسائي

#### الأخويات
- كابا سيجما
- بي كابا ألفا [26]
- سيجما ألفا إبسيلون [27]
- سيجما فاي إبسيلون [28]
- لامدا ثيتا فاي [29]

#### الجمعيات النسائية غير القابلة للعب
- ألفا دلتا بي [30]
- دلتا ألفا تشي [31]
- ألفا فاي [32]
- جاما فاي بيتا [33]
- ألفا سيجما تاو [34]

## مشاهير

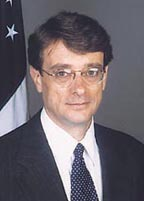
جون ر. دينجر، سفير ودبلوماسي
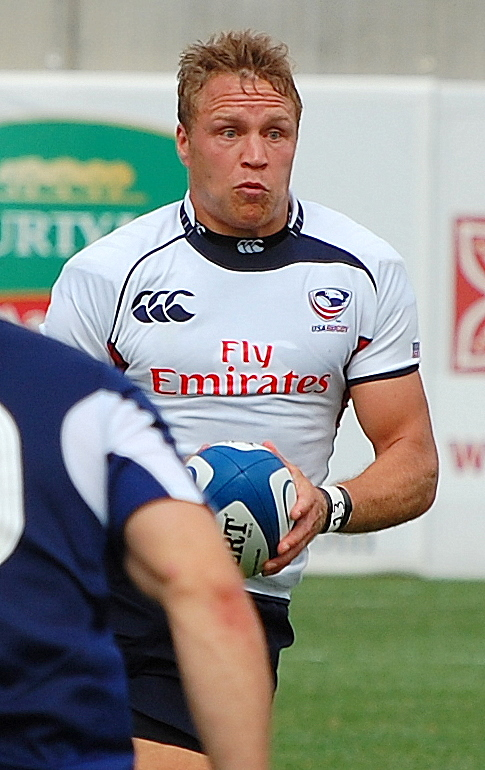
بول إيمريك، لاعب الرجبي الدولي الأمريكي ولاعب لندن واسبس  [لغات أخرى]‏
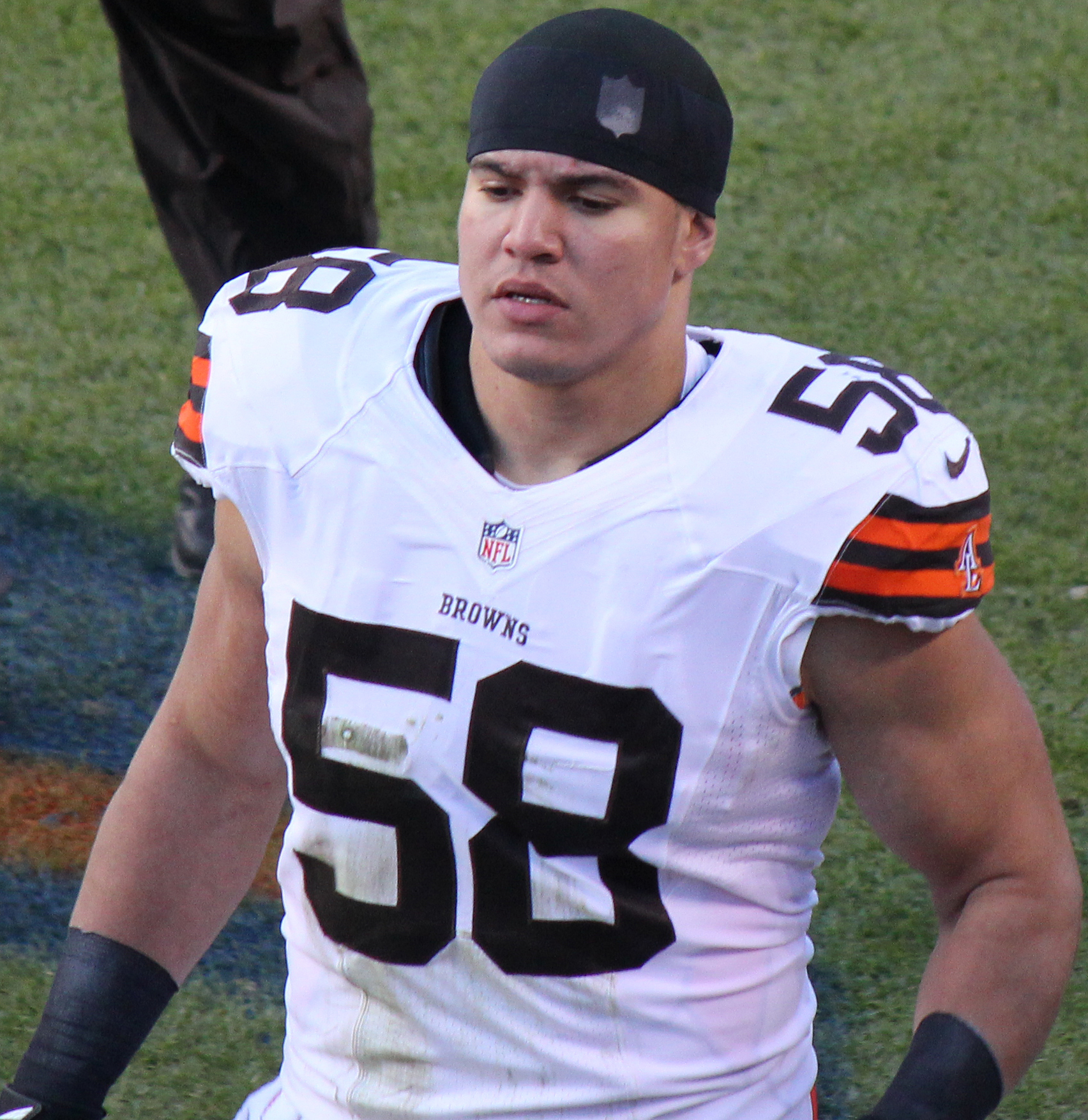
إل جيه فورت، ظهير  [لغات أخرى]‏ في بالتيمور رافينز
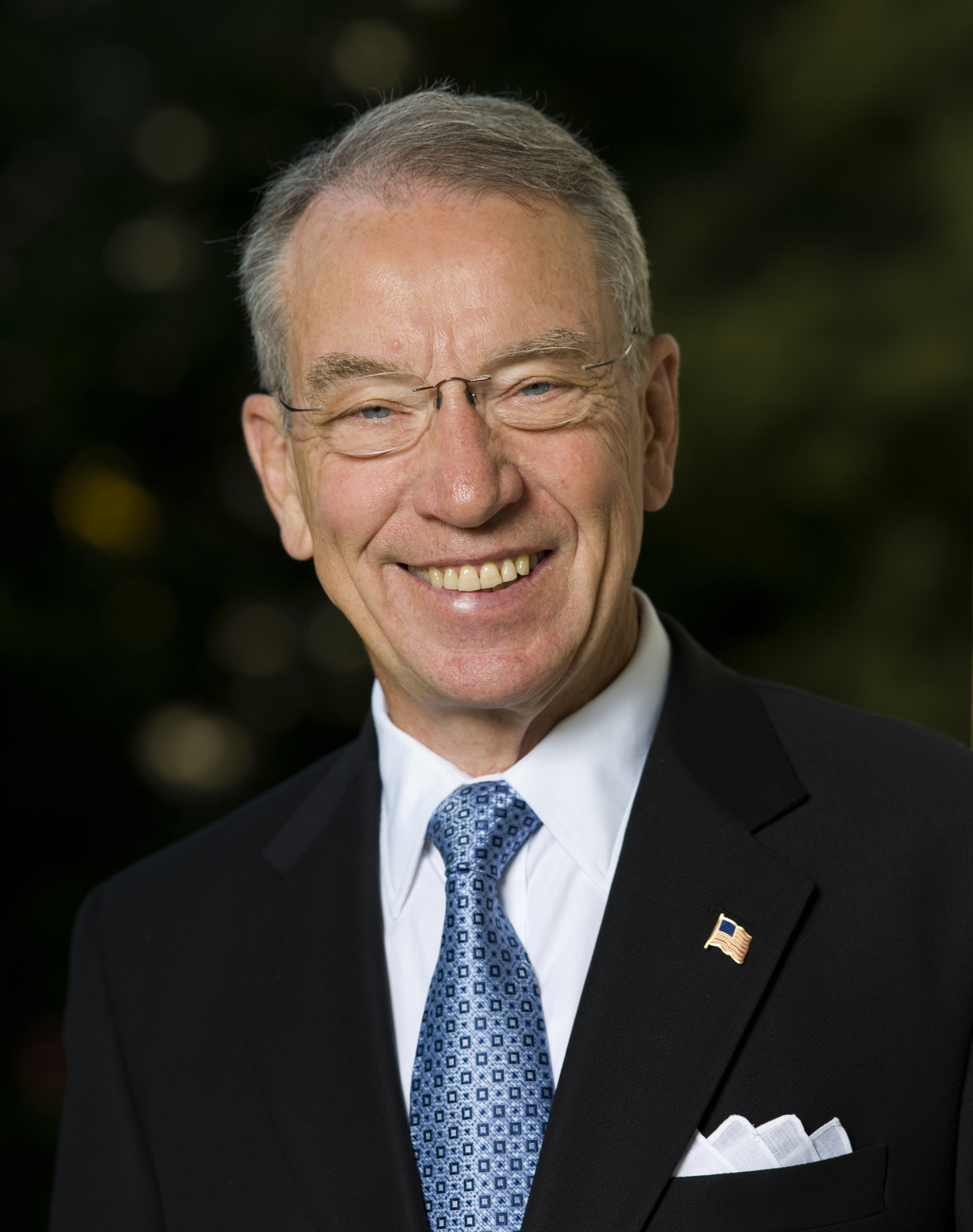
تشارلز "تشاك" جراسلي، عضو مجلس الشيوخ عن الولايات المتحدة
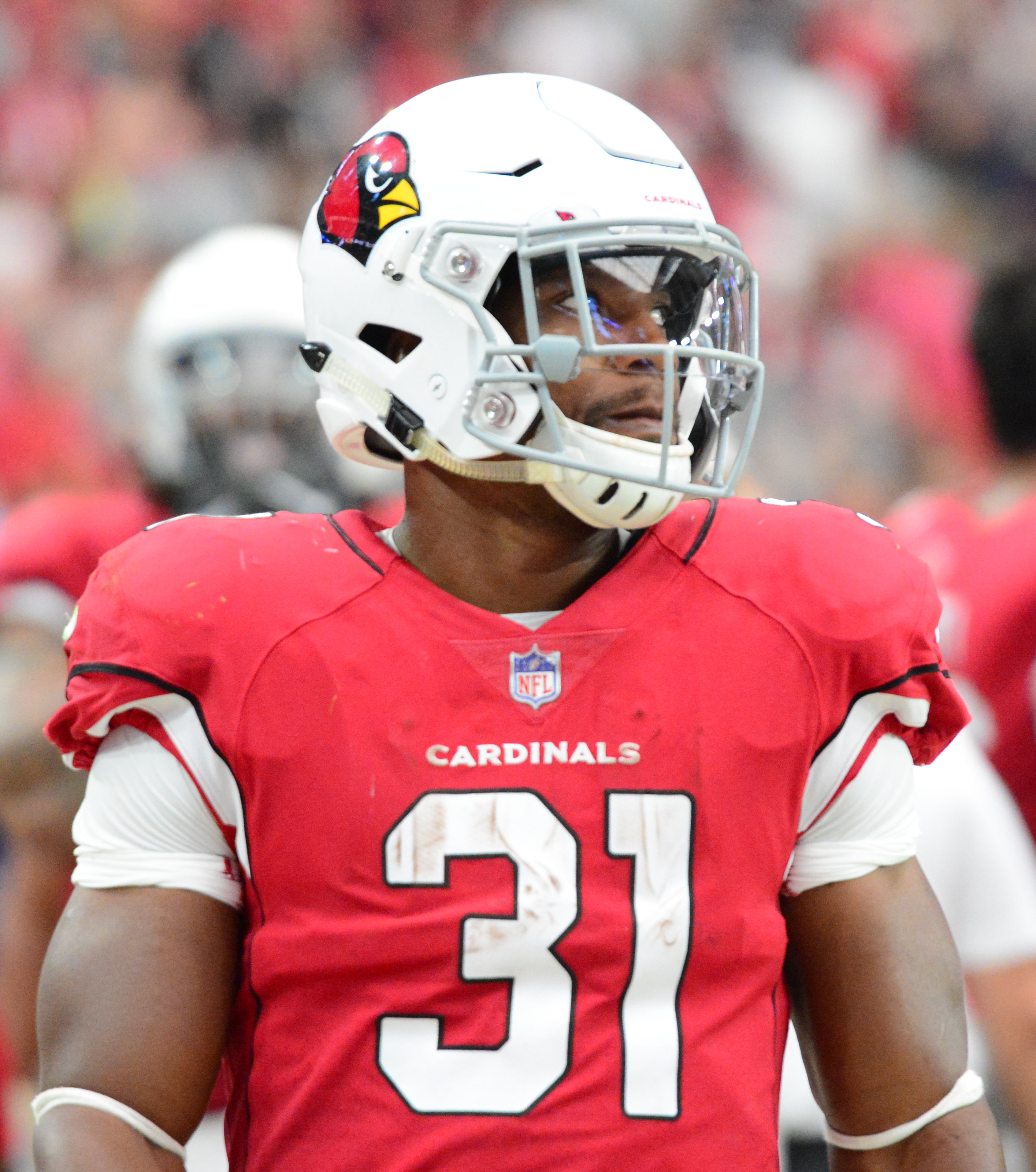
ديفيد جونسون، وصاحب التسجيلات
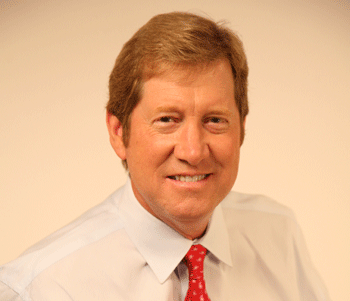
جايسون لويس، سياسي، مقدم برنامج حواري إذاعي، ومعلق سياسي
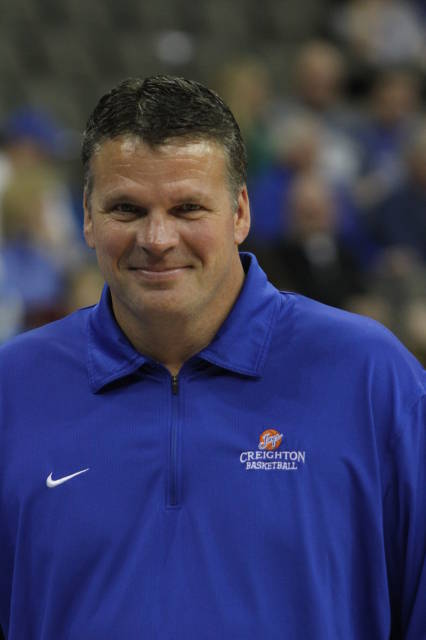
جريج مكديرموت، المدير الفني لبرنامج كرة السلة للرجال كريتون بلو جايز
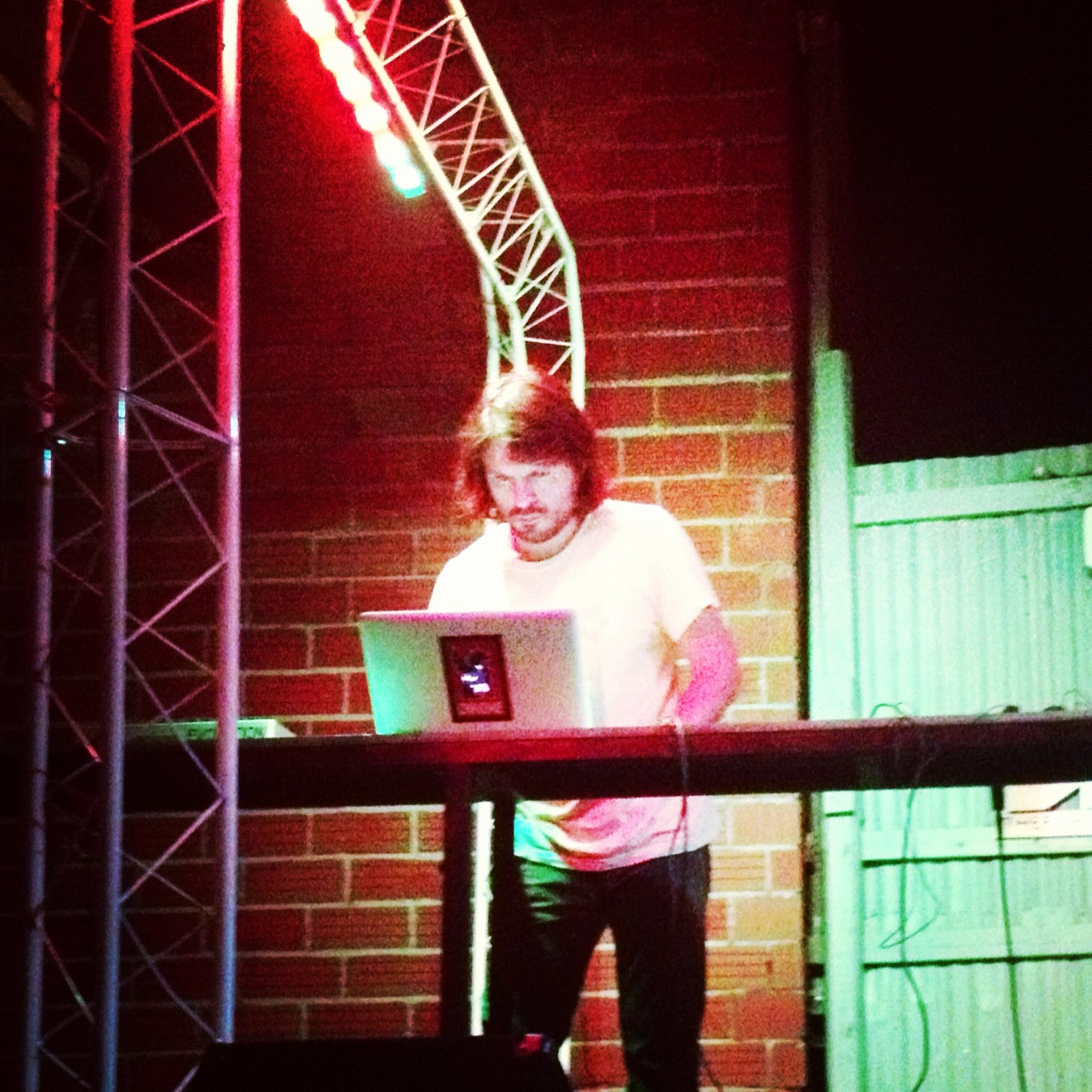
أبينادي ميزا  [لغات أخرى]‏، فنان تشكيلي معاصر، فنان صوت، فنان مفاهيمي، ومخرج
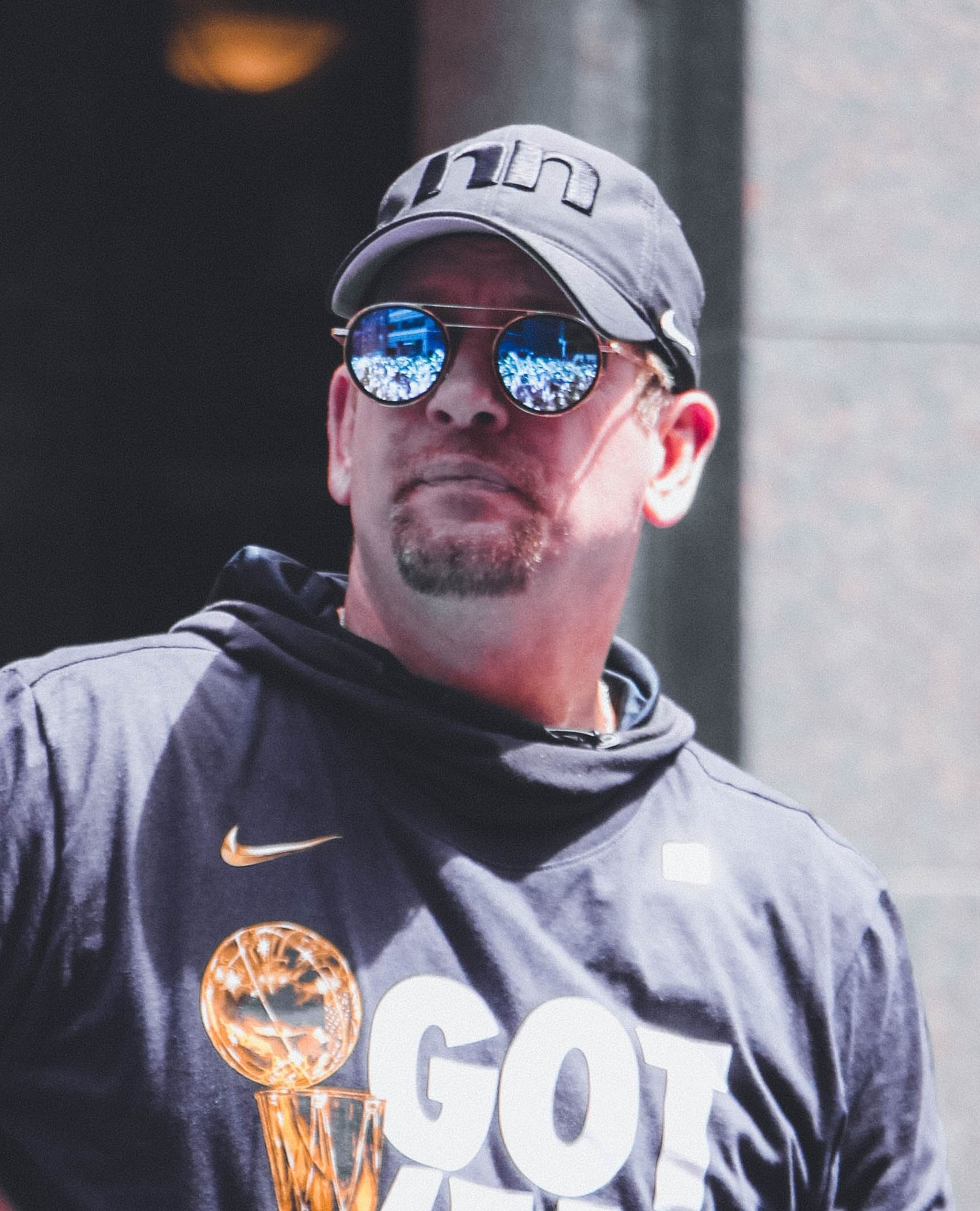
نيك ممرضة، مدرب الدوري الاميركي للمحترفين
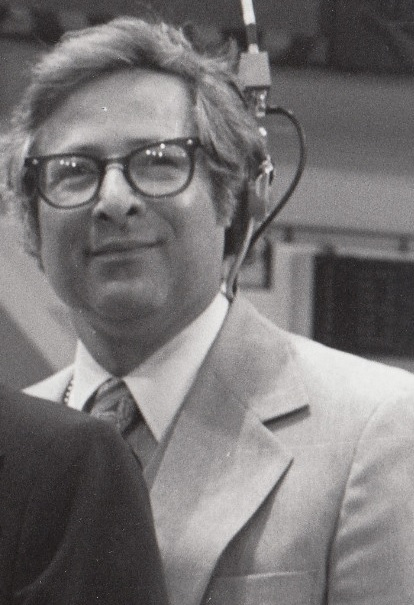
توم بيتيت  [لغات أخرى]‏، صحفي وصحفي تنفيذي حائز على جوائز
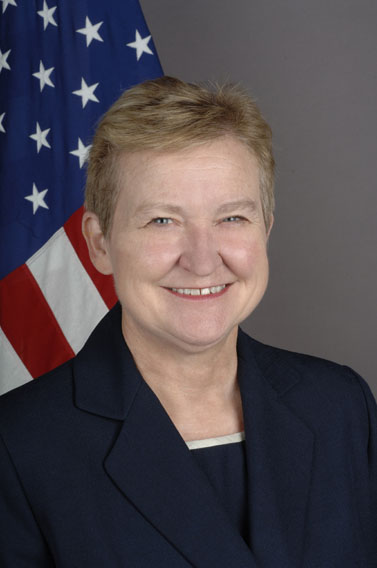
نانسي جو باول، سفيرة الولايات المتحدة لدى نيبال  [لغات أخرى]‏ وسفيرة الولايات المتحدة لدى الهند
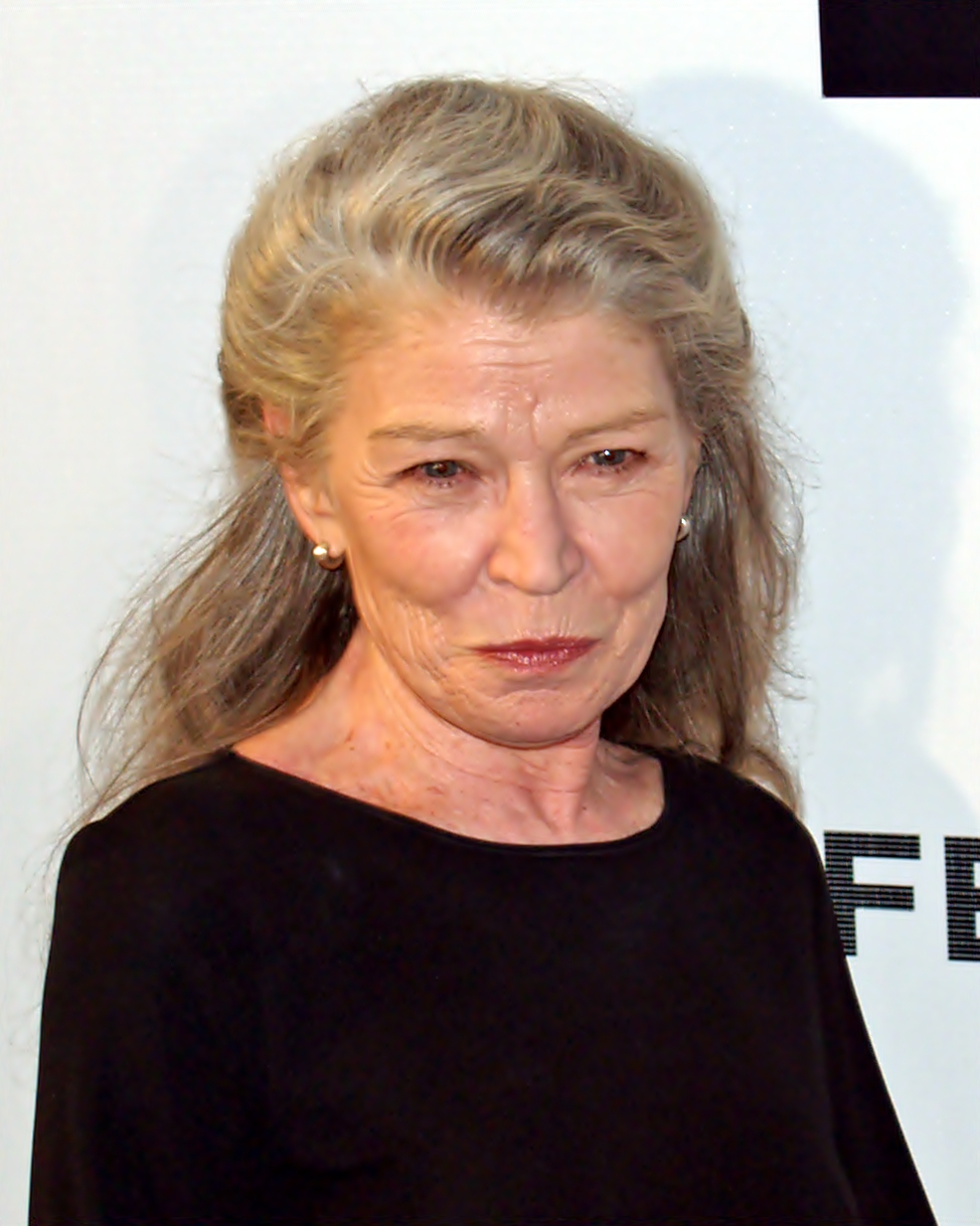
فيليس سومرفيل، ممثلة برودواي، السينما والتلفزيون
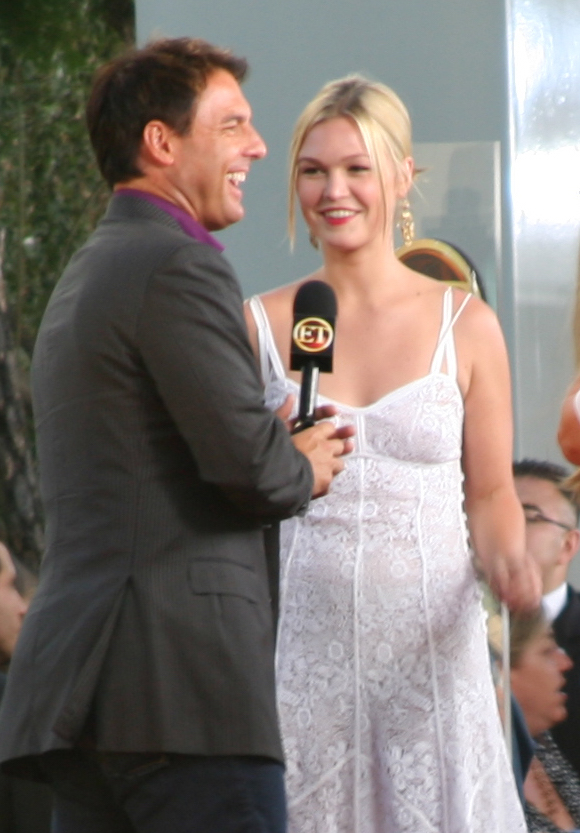
مارك شتاينز  [لغات أخرى]‏، مضيف الترفيه الليلة
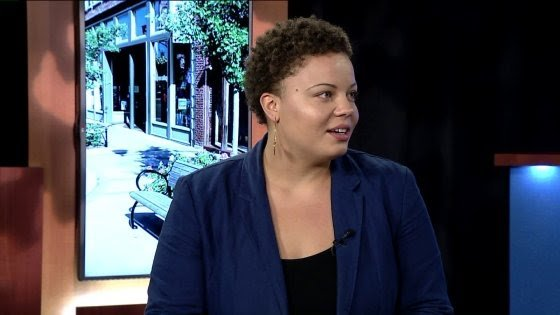
فانيسا مكنيل  [لغات أخرى]‏، ناشطة
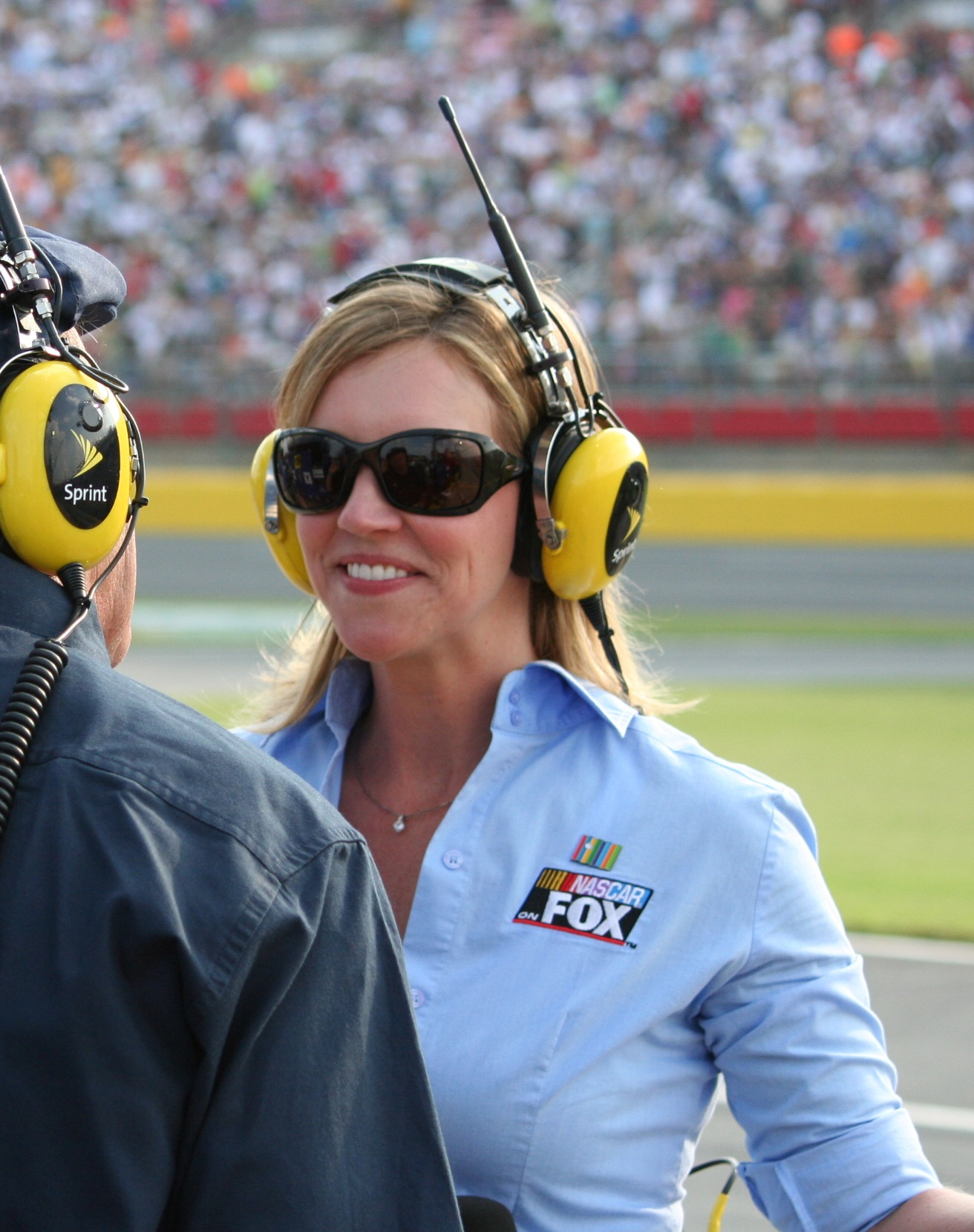
كريستا فودا  [لغات أخرى]‏، المذيع الرياضي
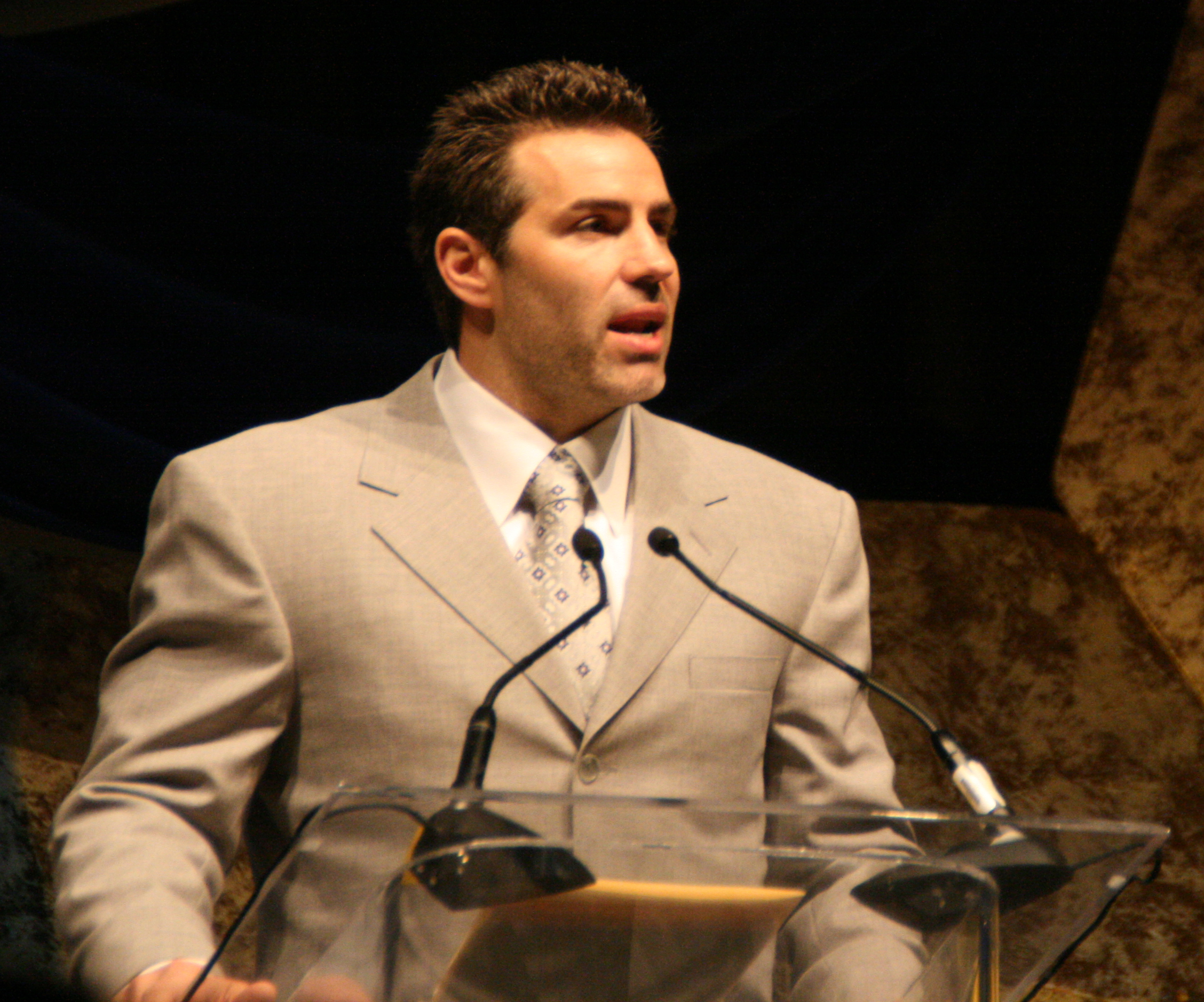
كيرت وارنر، قورتربك

### الخريجون
- بريتني دونالدسون، مدرب كرة سلة محترف
- ديفيد جلاوي، وكيل وزارة الأمن الداخلي السابق للاستخبارات والتحليل
- كارولين هانت، السيدة الأولى لولاية نورث كارولينا
- ديفيد جونسون، لاعب كرة قدم محترف
- جاكي كالين (مواليد 1989)، لاعب كرة سلة محترف أمريكي إسرائيلي
- بريان ماير، عضو مجلس النواب بولاية آيوا [35]
- نيك ممرضة، مدرب كرة سلة محترف
- دوان سليك، رسام فنون جميلة وأستاذ في مدرسة رود آيلاند للتصميم [36]
- إد توماس، مدرب كرة القدم بالمدرسة الثانوية [37]

### الأساتذة
- دونا ألفيرمان، أستاذة التربية السابقة، أستاذة وباحثة متميزة في التربية بجامعة جورجيا
- جيريمي بيك، ملحن، أستاذ مشارك في التركيب والنظرية (1992-1998)
- هاري برود، أستاذ سابق
- هيرب هيك، شخصية تلفزيونية
- جيمس هيرست، شاعر وأستاذ سابق
- ميغيل فرانز بينتو، مدرب صوتي وقائد وعازف بيانو
- ميلدريد هوب فيشر وود، عضو هيئة تدريس وخريج سابق في نفس الكلية
- لوري راكسترو، ناقد أدبي وكاتب مذكرات
- ليلاند سيج، أستاذ سابق
- نورم ستيوارت، مدرب كرة السلة السابق للرجال الذي أصبح مدربًا في جامعة ميسوري
- روبرت جيمس والر، خريج وأستاذ سابق وعميد كلية إدارة الأعمال، مؤلف كتاب The Bridges of Madison County
- نورما ويندبورغ، ملحن